# Holocaust
Holocaust, còn được biết đến với tên gọi Shoah trong tiếng Hebrew, là cuộc diệt chủng người Do Thái châu Âu do chế độ Đức Quốc Xã và cộng tác viên thi hành trong giai đoạn từ năm 1941 tới năm 1945. Khoảng 6 triệu người Do Thái trên khắp Châu Âu thuộc Đức, tức khoảng hai phần ba dân số Do Thái đương thời của lục địa này, đã bị sát hại một cách có hệ thống. Hình thức giết chóc chủ yếu là xử bắn hàng loạt xuyên suốt Đông Âu hoặc bắt nhốt vào phòng khí ngạt ở các trại tiêu diệt tiêu biểu như Auschwitz-Birkenau, Treblinka, Belzec, Sobibor và Chełmno ở Ba Lan bị chiếm đóng. Thuật ngữ Holocaust đôi khi bao hàm cả các cuộc giết chóc các nhóm người không liên quan đến Do Thái của chế độ Quốc Xã.
Chế độ Quốc Xã phát triển ý thức hệ của họ dựa trên sự thù ghét chủng tộc và sự theo đuổi "không gian sống"; lập tức được thi triển một khi họ nổi lên nắm quyền vào đầu năm 1933. Với ý định ép tất cả dân Do Thái gốc Đức phải tản cư, bất kể phương tiện, chế độ này đã áp đặt các lệnh bài Do Thái, cổ súy miệt thị đối xử và dàn dựng một cuộc pogrom trên toàn quốc mang tên Kristallnacht vào tháng 11 năm 1938. Sau khi Đức đánh gục Ba Lan vào tháng 9 năm 1939, chính quyền đô hộ tức tốc thiết lập các trại ghetto để chắt lọc người Do Thái. Theo sau cuộc xâm lược Liên Xô vào năm 1941, khoảng 1,5 tới 2 triệu người Do Thái đã bị xử bắn bởi các lực lượng vũ trang Quốc Xã và cộng tác viên địa phương. Đầu năm 1942, chế độ Quốc Xã thông qua chính sách tiêu diệt triệt để người Do Thái châu Âu; nạn nhân bị bắt ép di chuyển tới các trại tiêu diệt, nơi họ bị nhốt vào các phòng khí ngạt, bị cưỡng ép lao động cho đến khi chết đói hoặc kiệt sức, hoặc bị đem ra làm vật thí nghiệm. Tài sản của nạn nhân sau khi chết bị tịch thu và phân phát cho nhân sự người Đức chiếm đóng hoặc cộng tác viên không mang gốc Do Thái. Tuy phần lớn các vụ giết chóc kiểu này diễn ra vào năm 1942, nhìn chung nó vẫn tiếp diễn cho đến gần cuối cuộc chiến vào tháng 5 năm 1945.
Nhiều người Do Thái sống sót đã rời bỏ quê hương châu Âu sau cuộc chiến. Một số thủ phạm của Holocaust đã phải hầu tòa. Hàng tỷ đô-la bồi thường đã được chi trả để bù đắp phần nào mất mát của các nạn nhân. Trong tâm thức lịch sử phương Tây hiện đại, sự kiện này thường được coi là hiện thân của cái ác tột cùng của nhân loại.

## Từ nguyên
Thuật từ Holocaust bắt nguồn từ tiếng Hi Lạp halekaustann (ηολόκαυστον), nghĩa là "thiêu (kaustos) rụi (holos)" sinh tế hiến dâng cho một thần linh. Theo Từ điển tiếng Anh Oxford, từ đầu năm 1942 Holocaust đã được dùng để chỉ cách Hitler đối xử với người Do Thái, dù nó không được xem là cách dùng chuẩn mực mãi cho đến thập niên 1950. Đến cuối thập niên 1970, thuật từ này mang ý nghĩa qui ước được dùng để chỉ cuộc tàn sát diệt chủng của Quốc xã. Trong nghĩa hẹp, nó cũng được sử dụng để nói đến sự hủy diệt mà người Do Thái ở châu Âu phải gánh chịu. Một thuật từ trong Kinh Thánh, Shoa (שואה), đọc là Shoah hoặc Sho’ah, trong tiếng Hebrew nghĩa là "thảm họa", kể từ đầu thập niên 1940 trở nên thuật từ chuẩn trong tiếng Hebrew để chỉ cuộc thảm sát này.

## Bối cảnh

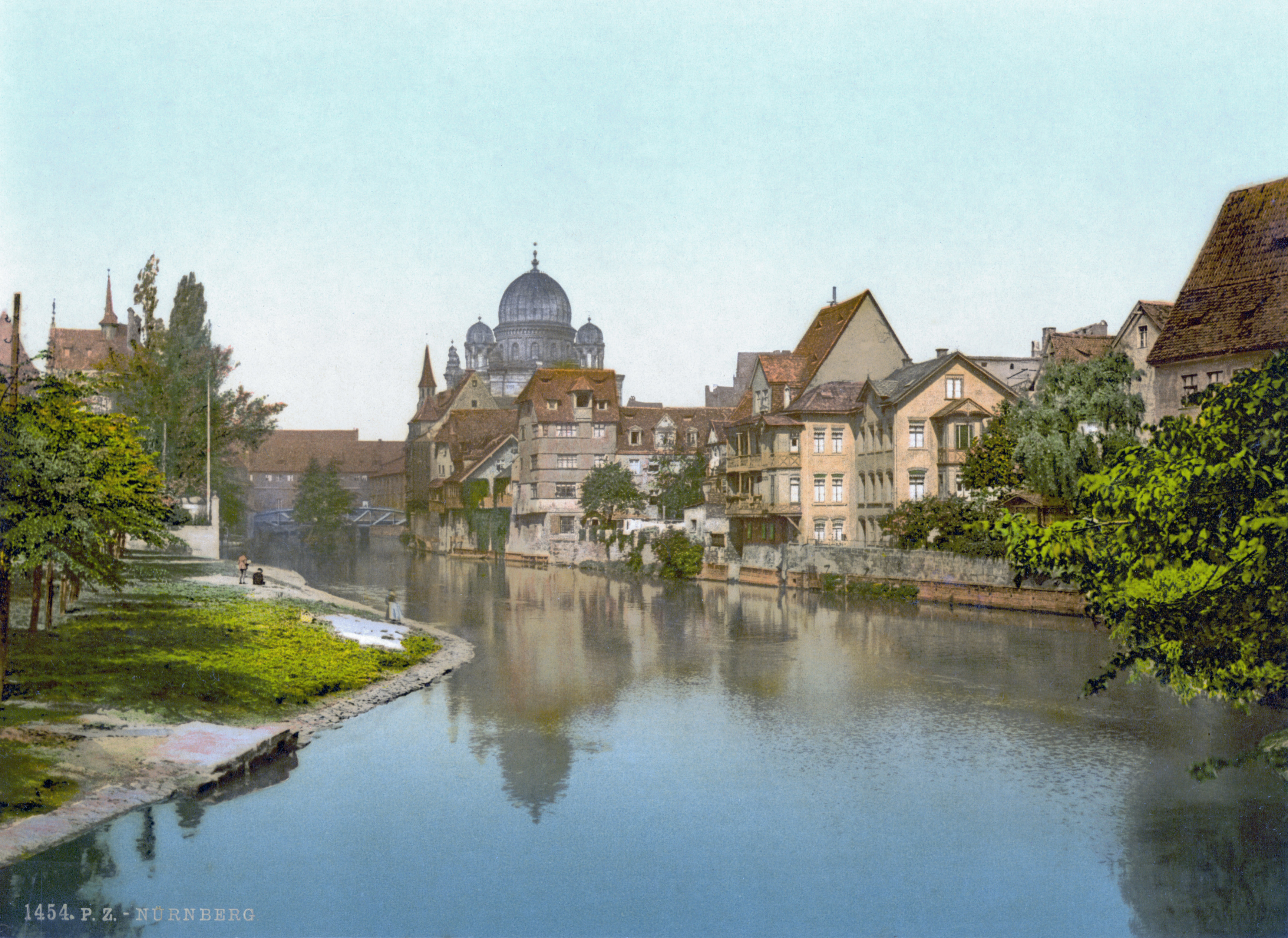
Sông Pegnitz (k. 1900) với Đại giáo đường Do Thái Nuremberg bị san phẳng trong cuộc pogrom tháng 11 năm 1933

Người Do Thái có truyền thống lịch sử hơn 2.000 năm ở châu Âu. Xuyên suốt Thời kỳ Trung Cổ tại lục địa này, dân Do Thái đã phải chịu đựng định kiến miệt thị do thần học Kitô giáo rao giảng, bị đổ tội là thủ phạm giết Chúa Giê-su. Vào thế kỷ thứ 19, nhiều đất nước châu Âu đã ban quyền công dân chính thức cho người Do Thái, kỳ vọng họ sẽ đồng hóa. Đến đầu thế kỷ thứ 20, hầu hết người Do Thái ở Trung và Tây Âu đã thích nghi với xã hội dòng chính, trong khi ở Đông Âu, nơi phong trào giải phóng lan tới muộn hơn, vẫn còn nhiều người Do Thái tiếp tục sống biệt lập trong các thị trấn nhỏ lẻ, nói tiếng Yiddish và theo Do Thái giáo chính thống. Chủ nghĩa bài Do Thái có động cơ chính trị liên tục tuyên truyền vấn đề Do Thái và thuyết âm mưu Do Thái quốc tế nảy sinh vào thế kỷ thứ 18-19 bắt nguồn từ sự trỗi dậy của chủ nghĩa dân tộc ở châu Âu và tiến trình công nghiệp hóa làm gia tăng xung đột giữa dân Do Thái và phi Do Thái. Một số nhà khoa học bắt đầu phân loại loài người thành các chủng tộc và lập luận rằng tồn tại sự đấu tranh sinh tồn giữa những chủng này. Nhiều người phân biệt chủng tộc cho rằng Do Thái là một chủng tộc ngoại lai, không phải bản địa của châu Âu.

## Đặc điểm
Vụ thảm sát Holocaust thực hiện bởi Đức Quốc xã có những đặc điểm thường được dùng để phân biệt với các cuộc tàn sát diệt chủng khác đã từng xảy ra trong lịch sử.

### Tính hiệu quả
Một trong những đặc điểm của Holocaust là tính hiệu quả cao trong những nỗ lực có hệ thống với quy mô công nghiệp, nhằm đưa con số nạn nhân bị tập trung và sát hại đến mức cao nhất bằng cách sử dụng mọi nguồn lực và kỹ thuật hiện có trong nước. Lúc ấy, Đức là một trong những quốc gia dẫn đầu thế giới trong các lĩnh vực như kỹ thuật, công nghiệp, cơ sở hạ tầng, nghiên cứu, giáo dục, tính hiệu quả của guồng máy hành chính...
Chẳng hạn như các bản danh sách những người được xem là đối tượng được thiết lập và lưu giữ bởi guồng máy của công ty thống kê Dehomag, người ta cũng viết những bản báo cáo chi tiết về các vụ hành quyết. Khi bị đưa vào các trại tử hình, tù nhân bị buộc phải giao nộp toàn bộ tài sản cá nhân cho Quốc xã, chúng được phân loại, đánh số và người tù được nhận một biên nhận về tài sản đã giao nộp, với mục đích đánh lừa nạn nhân, tạo cho họ cảm giác an toàn là sẽ có cơ hội nhận lại tài sản và đồ dùng cá nhân của mình.

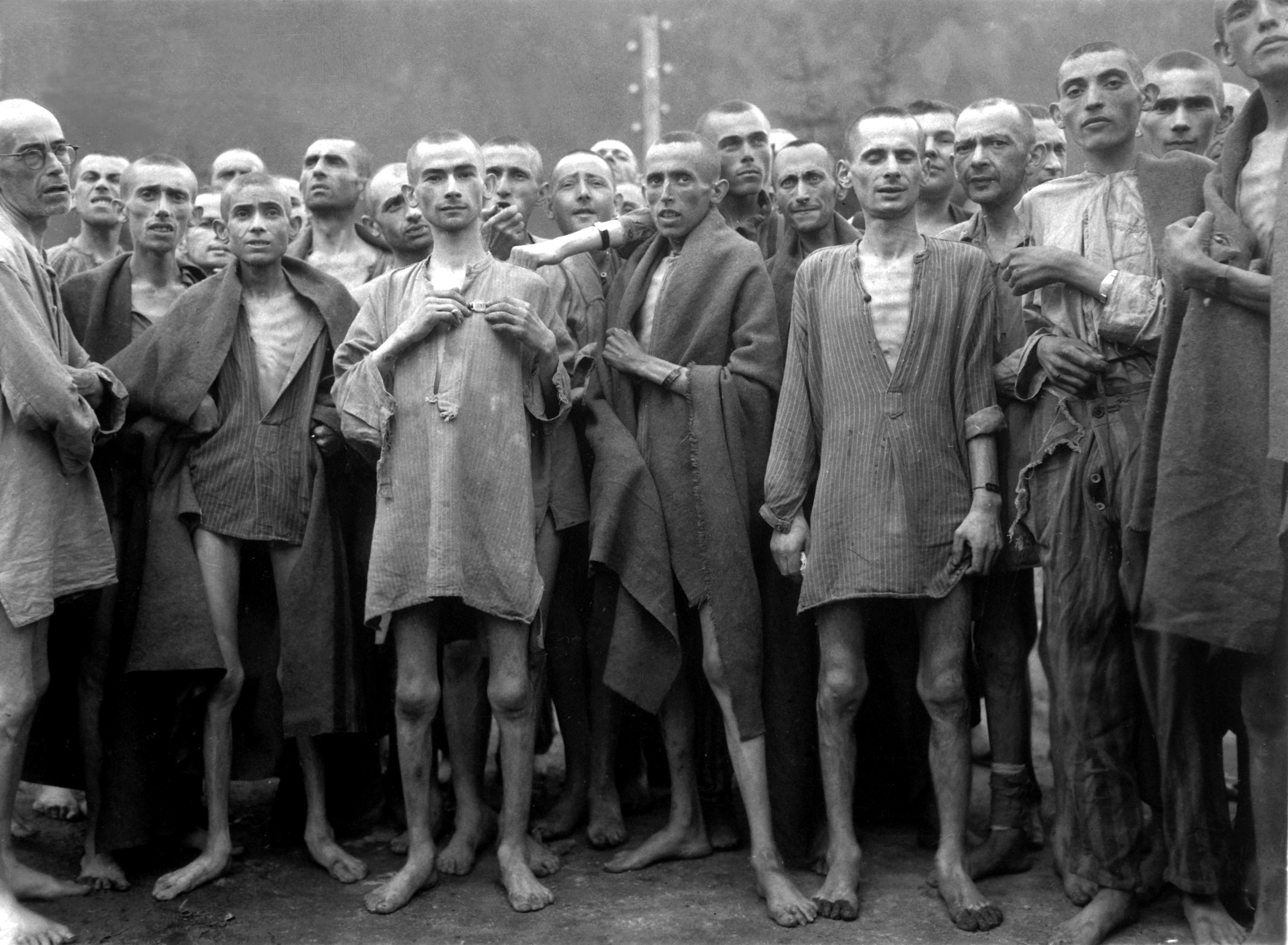
Tù nhân trại tập trung Mauthausen ở Ebensee, Áo, được binh sĩ Mỹ giải thoát ngày 5 tháng 5 năm 1945.

Ngoài ra, những nỗ lực đáng kể được thực hiện suốt trong thời gian xảy ra vụ Holocaust nhằm tìm kiếm các phương tiện hiệu quả hơn để có thể sát hại nhiều người hơn. Những cuộc hành quyết ban đầu thực hiện bởi binh sĩ Đức dùng súng hạ sát hàng ngàn người Do Thái ở Ba Lan, Ukraina và Belarus gây ra nhiều phản ứng về tình trạng căng thẳng và suy sụp tinh thần trong vòng binh lính Đức. Các sĩ quan báo cáo với thượng cấp của họ rằng phương cách giết người mặt đối mặt đã gây ra những ảnh hưởng tâm lý tiêu cực đối với thuộc cấp của họ. Vì muốn tận diệt dân tộc Do Thái, chính quyền Đức Quốc xã quyết định tìm kiếm những giải pháp kỹ thuật, khởi đầu với những thử nghiệm trong sử dụng chất nổ và độc dược.
Trong tác phẩm Russia’s War, nhà sử học người Anh Richard Overy đã miêu tả quá trình Quốc xã tìm kiếm các phương pháp hiệu quả hơn để sát hại các nạn nhân. Năm 1941, sau khi chiếm đóng Belarus, họ sử dụng các bệnh nhân tâm thần trong các dưỡng trí viện ở Minsk làm vật thí nghiệm. Lúc đầu, những người này bị buộc đứng sát nhau theo hàng dọc và bị giết bằng cách bắn xuyên táo, nhưng phương pháp này quá chậm. Rồi họ sử dụng chất nổ, nhưng số người chết không nhiều trong khi nhiều người khác chỉ bị mất tay và chân. Sau cùng, người Đức chọn cách dùng súng máy để giết hết số bệnh nhân tâm thần này. Tháng 10 năm 1941, tại Mogilev, Quốc xã thử nghiệm một loại hình khác, Gaswagen tức "xe hơi ngạt". Đầu tiên, họ sử dụng một xe quân sự hạng nhẹ, nhưng phải mất 30 phút mới giết chết nạn nhân; kế đó, họ dùng một xe tải lớn hơn, nhét đầy người vào trong và chỉ cần 8 phút để kết thúc mạng sống tất cả người trong xe.
Mùa xuân năm 1942, Chiến dịch Reinhard được khởi động. Carbon monoxit được đưa vào sử dụng tại những phòng hơi ngạt ở các trại tập trung Belzec, Sobibór và Treblinka; trong khi đó, Zyklon B được dùng tại trại Majdanek và trại Auschwitz.
Số lượng lớn các thi thể cũng gây khó khăn trong việc tìm chỗ chứa xác. Lúc đầu giải pháp thiêu xác được xem là bất khả thi cho đến khi họ khám phá ra rằng nếu có thể giữ các lò thiêu xác ở nhiệt độ thích hợp thì mỡ của các thi thể sẽ giúp lò thiêu vận hành liên tục. Khi vấn đề kỹ thuật này đã được giải quyết, Quốc xã đẩy mạnh kế hoạch tàn sát tập thể đến mức độ cao nhất.

### Quy mô lớn
Cuộc tàn sát được tiến hành có hệ thống trên toàn bộ lãnh thổ bị Quốc xã chiếm đóng, bao gồm 35 quốc gia châu Âu có cộng đồng người Do Thái, và những nạn nhân khác bị đem đến các trại lao động tại một số nước, và đến các trại hành quyết tại những nơi khác. Những vụ hành quyết tập thể xảy ra nhiều nhất tại Đông Âu và Trung Âu, năm 1939, trong số hơn 7 triệu người Do Thái thiệt mạng, có khoảng 5 triệu người bị giết tại đây, trong đó có 3 triệu người chết ở Ba Lan và hơn 1 triệu người chết ở Liên Xô. Hàng trăm ngàn người khác bị giết ở Hà Lan, Pháp, Bỉ, Nam Tư và Hi Lạp.
Có những chứng cứ cho thấy Quốc xã đã lập kế hoạch tiến hành "giải pháp tối hậu" tại những quốc gia khác nếu như chúng bị chiếm đóng như Anh và Ireland. Những vụ tàn sát vẫn tiếp diễn trên các vùng đất khác nhau dưới sự kiểm soát của Quốc xã cho đến khi Chiến tranh thế giới thứ hai kết thúc, khi quân đội Đồng Minh tiến vào nước Đức và buộc Quốc xã đầu hàng vào tháng 5 năm 1945.

### Vô nhân đạo

Đội viên Đội Hành quyết D đang nhắm bắn một nạn nhân ngồi bên mép hố chôn tập thể tại Vinnitsa, Ukraina, năm 1942.

Cuộc thảm sát được tiến hành mà không có ngoại lệ nào dành cho trẻ em hoặc trẻ sơ sinh; thường thì nạn nhân bị tra tấn trước khi bị giết. Quốc xã tiến hành những cuộc thí nghiệm độc dược trên tù nhân, kể cả trẻ em. Bác sĩ Josef Mengele, sĩ quan quân y tại trại Auschwitz và là sĩ quan quân y trưởng tại trại Birkenau, được biết đến là "Sứ giả Thần Chết" qua những thí nghiệm y khoa tiến hành trên tù nhân như chích thuốc nhuộm vào mắt tù nhân để đổi màu mắt. Aribert Heim, một bác sĩ khác làm việc tại trại Mauthausen, được gán cho biệt danh "Bác sĩ Thần Chết".
Tại các trại tập trung, lính canh đều đánh đập và tra tấn tù nhân mỗi ngày. Phụ nữ bị buộc vào các nhà thổ phục vụ lính SS. Tù binh Nga bị dùng làm vật thí nghiệm như bị nhúng vào nước đá hoặc bị nhốt trong phòng áp lực, rút hết không khí để xem họ có thể kéo dài sự sống bao lâu nhằm tìm ra cách bảo vệ phi công Đức.
Những người đồng tính luyến ái nam chịu đựng nhiều sự ngược đãi thô bạo trong các trại tập trung, không chỉ bởi lính Đức mà còn bởi những người tù khác, nhiều người đồng tính bị đánh đập đến chết. Lính Đức cũng thường dùng những người đồng tính nam làm bia tập bắn, họ bị buộc phải mặc áo có hình tam giác hồng, và lính Đức nhắm vào đó mà nổ súng.

### Hành hạ trẻ em
Trẻ em được phân loại thành hai nhóm: đủ sức làm việc và không đủ sức. Trẻ em đủ sức khỏe bị xăm số tù và mặc đồng phục. Chúng bị gửi đến làm việc tại các xưởng đạn, thường khó sống sót quá vài tuần do khối lượng công việc quá sức và do thức ăn thiếu thốn, cũng như điều kiện vệ sinh tồi tệ trong trại.
Trẻ không đủ sức làm việc, hầu hết là trẻ nhỏ, bị đưa vào phòng hơi ngạt. Có một số trẻ nhỏ, nhất là trẻ sinh đôi, bị giao cho các "bác sĩ tử thần" trong trại để sử dụng trong các thí nghiệm y khoa.

### Thí nghiệm trên con người
Tại trại tập trung Auschwitz, Bác sĩ Josef Mengele nổi tiếng do tiến hành các thí nghiệm y khoa trên cơ thể người sống, như nhốt tù nhân vào phòng áp suất, dùng họ để thử các loại dược phẩm khác nhau, bắt họ chịu rét cóng đến chết, cũng như tiến hành một số tổn thương chết người khác trên người tù. Mengele đặc biệt ưa thích làm thí nghiệm với người sinh đôi, dân du mục Di-gan, người lùn và trẻ nhỏ.
Hầu hết những thí nghiệm của Mengele đều ít có giá trị khoa học, chẳng hạn như những cố gắng biến đổi màu mắt bằng cách tiêm hóa chất vào mắt trẻ em, dùng phẫu thuật để đoạn chi và những phương pháp mổ xẻ tàn bạo khác.
Không thể nào biết đầy đủ về những thí nghiệm của Mengele. Hai xe tải chứa đầy những ghi chép của Mengele gửi Bác sĩ Otman von Verschuer ở Viện Kaiser Wilhelm đã bị huỷ. Những nạn nhân còn sống sót sau khi thí nghiệm đều bị giết chết.
Mengele thích sử dụng trẻ em thuộc chủng tộc Roma trong các cuộc thí nghiệm, mang cho chúng kẹo và đồ chơi rồi đưa chúng vào phòng hơi ngạt. Chúng gọi Mengele là "chú Mengele." Một nữ tù người Do Thái tại trại Auschwitz chăm sóc cho 50 cặp trẻ sinh đôi người Roma thuật lại:
Bản tính tàn ác của Mengele không phải là một ngoại lệ. Tại các trại tập trung như Dachau, Buchenwald, Sachsenhausen và Natzweiler đều có các bác sĩ Quốc xã tham gia vào các cuộc thí nghiệm trên cơ thể người sống.

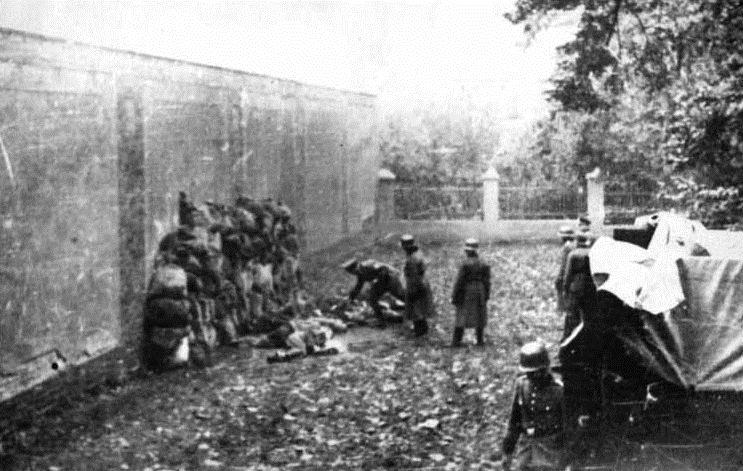
Einsatzkommando hành quyết người Ba Lan - Leszno, tháng 10 năm 1939

## Nạn nhân
Theo tiêu chí của Viện Thảm họa và Chủ nghĩa Anh hùng Yad Vashem của Israel, nạn nhân của Shoah là những người "sống trong các vùng lãnh thổ bị chiếm đóng dưới chế độ Đức Quốc xã và bị tiêu diệt / bị giết trong các vụ xả súng hàng loạt, trại giam, nhà tù, nơi trú ẩn, rừng và bị giết trong nỗ lực phản kháng (có tổ chức hoặc không), với tư cách là thành viên của phong trào du kích, hoạt động ngầm, nổi dậy, trong nỗ lực vượt biên bất hợp pháp hoặc chạy trốn, hoặc những người giúp đỡ họ (bao gồm cả người dân địa phương hoặc các thành viên). Ngoài ra, họ bao gồm những người "đã ở trong các vùng lãnh thổ bị chiếm đóng và bị giết trong cuộc đối đầu trực tiếp với các lực lượng vũ trang của Đức và các đồng minh, do hậu quả của các vụ ném bom, chuyến bay, trong cuộc di tản năm 1941-42".
Mặc dù phần lớn nạn nhân Holocaust là người Do Thái, Đức quốc xã cũng sát hại nhiều người thuộc các chủng tộc bị xem là hạ đẳng, đáng ghét hoặc nguy hiểm, gồm có dân Ba Lan và các chủng tộc Slav khác như người Nga, Belarus, Serb, Roma (còn gọi là Di-gan), người châu Phi, châu Á, và những người không thuộc "chủng Aryan"; người mắc bệnh tâm thần và người khuyết tật; người đồng tính luyến ái; những người bất đồng chính kiến hoặc bất đồng tôn giáo như người Cộng sản, thành viên nghiệp đoàn, thành viên tổ chức Freemansonry và tín hữu Nhân Chứng Giê-hô-va.
Nạn nhân của vụ thảm sát thường bị Quốc xã miêu tả là "đáng ghét", "kẻ thù của nhà nước", "nhân tố phi xã hội" và "suy đồi", những tên gọi đồng nghĩa với thuật ngữ Untermensch (người hạ đẳng).

## Tăng tiến đến hành quyết

### Khởi thủy
Ngày 30 tháng 1 năm 1933, Đảng Quốc xã của Adolf Hitler lên nắm quyền, hầu như ngay lập tức tiến hành các cuộc bức hại và trục xuất 525.000 người Do Thái đang sinh sống tại Đức. Trong quyển Mein Kampf (năm 1925), Hitler không giấu giếm sự căm ghét đối với người Do Thái, và hé lộ những dấu hiệu về ý định truất bỏ họ khỏi đời sống chính trị, trí thức và văn hóa Đức.

Hố chôn tập thể bên trong trại Bergen-Belsen

Những nhà trí thức Do Thái là những người đầu tiên rời bỏ nước Đức. Nhà triết học Walter Benjamin đến Paris ngày 18 tháng 3 năm 1933. Nhà văn Leon Feuchtwanger đến Thụy Sĩ. Nhà chỉ huy dàn nhạc Bruno Walter vội đào thoát khi biết tin sảnh đường của Dàn nhạc Giao hưởng Berlin sẽ làm mồi cho lửa nếu ông tiếp tục làm việc tại đây. Ngày 30 tháng 1 năm 1933, Albert Einstein đang ở Hoa Kỳ trong một chuyến tham quan; sau đó ông đến Ostende ở Bỉ, nhưng không bao giờ trở lại nước Đức, ông lên tiếng cáo buộc tình hình ở Đức là "một sự bệnh hoạn tinh thần của quần chúng"; Einstein bị trục xuất khỏi Hội Kaiser Wilhelm và Hàn lâm viện Khoa học Phổ, quốc tịch của ông cũng bị tước bỏ. Saul Friedländer thuật lại rằng khi Max Liebermann - có lẽ là họa sĩ tài danh nhất nước Đức, cũng là chủ tịch danh dự Hàn lâm viện Nghệ thuật Phổ - từ nhiệm, không ai trong số các đồng nghiệp tìm đến bày tỏ sự đồng cảm, hai năm sau ông chết trong khi bị phát vãng. Năm 1943, khi cảnh sát đem theo cáng để trục xuất bà vợ góa 85 tuổi của Libermann đang nằm liệt giường, bà đã dùng thuốc ngủ quá liều để tự kết liễu đời mình chứ không chịu để bị đem đi.
Suốt trong thập niên 1930, các quyền pháp lý, kinh tế, và xã hội của người Do Thái dần dà bị hạn chế. Theo Friedländer, đối với Quốc xã, sức mạnh của nước Đức bắt nguồn từ "sự tinh tuyền của dòng máu Đức" và "sự bắt rễ sâu trong mảnh đất Đức thiêng liêng". Năm 1933, một loạt các đạo luật được thông qua nhằm trục xuất người Do Thái khỏi những khu vực quan trọng: luật dịch vụ dân sự, luật thầy thuốc và luật nông trang cấm người Do Thái sở hữu nông trại hay hoạt động nông nghiệp, luật sư Do Thái bị loại khỏi luật sư đoàn. Tại Dresden, các luật sư và thẩm phán người Do Thái bị lôi ra khỏi văn phòng và tòa án, rồi bị hành hung. Người Do Thái bị đuổi khỏi trường học và các viện đại học, cũng như bị loại bỏ khỏi hội nhà báo.
Năm 1935, Hitler giới thiệu bộ luật Nürnberg tước quyền công dân và tất cả quyền dân sự của người Do Thái. Trong bài diễn văn của mình, Hitler nói nếu bộ luật này không giải quyết nổi "vấn nạn Do Thái", thì cần phải làm luật giao cho Đảng Quốc xã đưa ra giải pháp tối hậu (Endlösung). Thuật từ Endlösung trở thành cách nói chuẩn của Quốc xã khi ám chỉ biện pháp tuyệt diệt dân Do Thái.
Vấn đề xác định biện pháp đối với người Do Thái trở nên cấp bách khi Đức Quốc xã chiếm đóng phía tây Ba Lan vào tháng 9 năm 1939; khu vực này là nơi sinh sống của khoảng hai triệu người Do Thái. Cánh tay mặt của Heinrich Himmler, Reinhard Heydrich, đề xuất tập trung tất cả người Do Thái vào các khu biệt cư (ghetto) ở các thành phố lớn, và buộc họ làm việc phục vụ cho công nghiệp chiến tranh Đức. Cần phải đặt các khu biệt cư gần các ga hỏa xa đầu mối, theo lời của Heydrich, để "có thể dễ dàng xử lý sau này". Trong lần thẩm vấn năm 1961, Adolf Eichmann làm chứng rằng "xử lý" nghĩa là "tàn sát".

### Bức hại và tàn sát (1938–1942)
Nhiều nhà nghiên cứu xem vụ bạo động bài Do Thái mệnh danh Kristallnacht (Đêm Kính vỡ), ngày 9 tháng 11 năm 1938, là thời điểm khởi phát vụ Holocaust. Trên khắp nước Đức, người Do Thái bị tấn công và tài sản của họ bị cướp phá. Khoảng 100 người Do Thái bị giết, và 30.000 người khác bị đưa vào các trại tập trung, có hơn 7.000 cửa hiệu và 1 668 hội đường của người Do Thái bị tàn phá hoặc bị hủy diệt hoàn toàn. Những cảnh tương tự cũng diễn ra tại Áo, đặc biệt là ở Viên.
Nhiều vụ cướp bóc tàn sát người Do Thái xảy ra ở các khu dân cư trong thời Chiến tranh thế giới thứ hai, một số do Quốc xã kích động, phần còn lại do tự phát.

### Trại tập trung và trại lao động (1933–1945)
Sau cuộc tuyển cử 1932, khi biết rằng không thể bảo đảm đa số phiếu, giới lãnh đạo Quốc xã quyết định dựa vào những phương tiện khác để tiếp tục nắm giữ quyền lực. Khi sắp đến cuộc bầu cử năm 1933, Quốc xã bắt đầu đẩy mạnh những hoạt động bạo lực để phá hoại phe đối lập. Cùng lúc, với sự hợp tác từ chính quyền các địa phương, Quốc xã thiết lập các trại tập trung trong nước Đức. Một trong những trại đầu tiên là Dachau, mở cửa vào tháng 3 năm 1933. Lúc đầu chúng là những địa điểm giam cầm, tra tấn, và sát hại các tù chính trị như đảng viên cộng sản và dân chủ xã hội. Dần dà, Quốc xã cho cầm giữ tại đây người Do Thái, dân Di-gan, tín hữu Nhân Chứng Giê-hô-va, người đồng tính, nhà báo và những người "đáng ghét" khác.

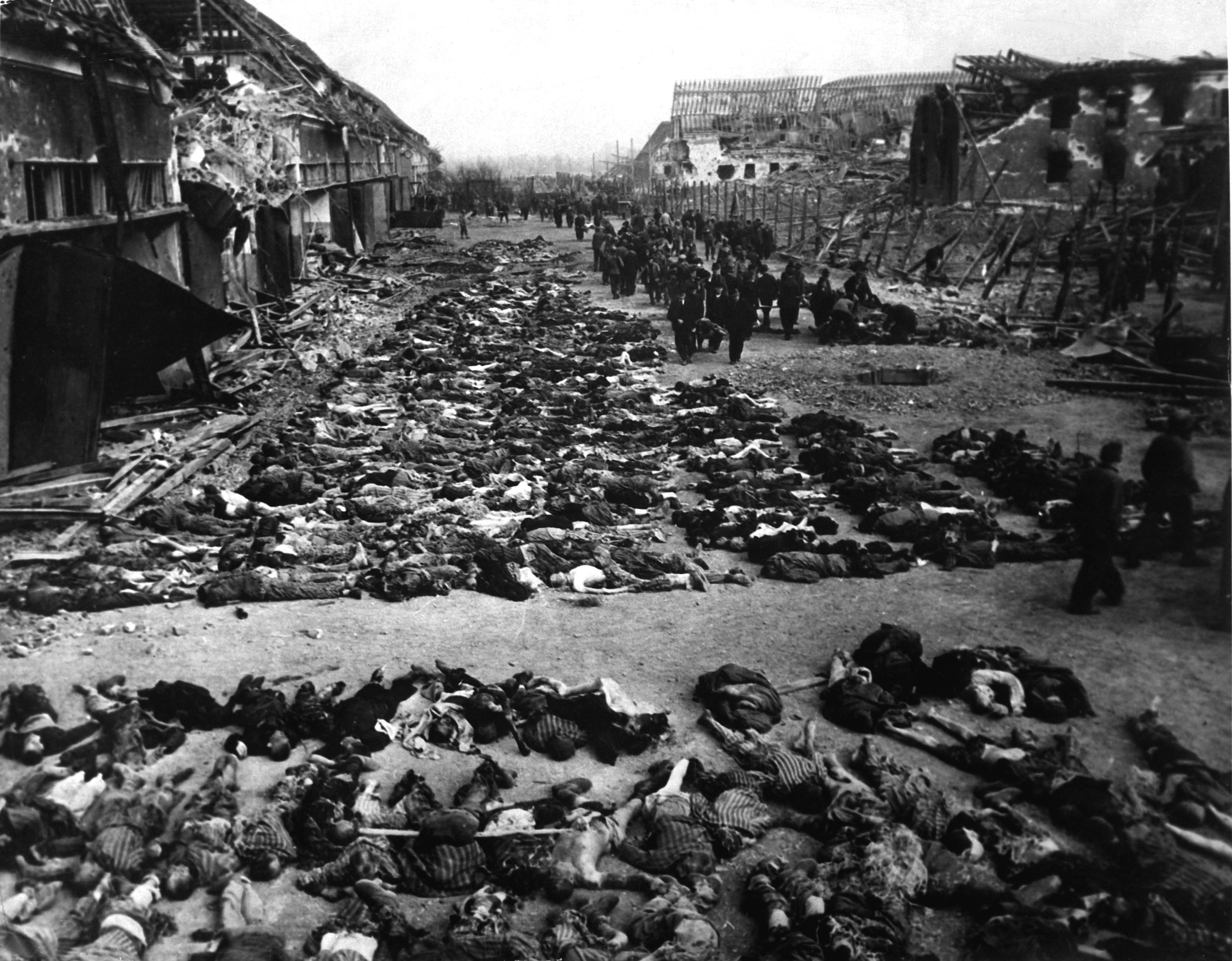
Ngày 12 tháng 4 năm 1945: Trại Nordhausen, nơi kết thúc mạng sống của 20.000 tù nhân

Những trại giam trong thời kỳ đầu này – thường là ở tầng hầm hoặc nhà phố - dần dần trở thành những trại giam trực thuộc trung ương mọc lên tại khu ngoại vi các đô thị để tránh sự dòm ngó. Năm 1942, riêng trong vùng lãnh thổ bị Quốc xã chiếm đóng tại Ba Lan, có sáu trại hành quyết lớn. Sau năm 1939, lúc khởi phát chiến tranh thế giới lần thứ hai, nhiều trại tập trung được xây dựng để giam cầm những kẻ thù phi chính trị của Quốc xã, trong đó có người Do Thái và tù binh chiến tranh, những người này hoặc bị giết hoặc trở thành lao động khổ sai, luôn luôn chịu đói và bị tra tấn.
Trong thời kỳ chiến tranh, trại tập trung dành cho dân Do Thái và những "người đáng ghét" mọc lên khắp mọi nơi ở châu Âu, lúc này những trại tân lập được xây dựng kế cận các khu trung tâm có nhiều "người đáng ghét", thường tập trung vào những khu vực có đông người Do Thái, giới trí thức Ba Lan, người cộng sản, hoặc người Roma và Sinti (Di-gan). Ngay trên đất Đức cũng có các trại tập trung, nhưng đa phần đều nằm trong lãnh thổ bị Đức chiếm đóng của Ba Lan. Việc vận chuyển tù nhân thường diễn ra trong tình trạng khủng khiếp, tù nhân bị nhồi nhét vào những toa hàng đóng kín, nhiều người chết trên đường đi.
Khi nhập trại, tù nhân bị buộc phải xăm trên mình số tù. Những người còn đủ sức phải làm việc 12–14 giờ mỗi ngày. Luôn luôn có tập hợp điểm danh trước khi bắt đầu và sau khi kết thúc những giờ lao động khổ sai. Những lần tập hợp điểm danh này kéo dài hàng tiếng đồng hồ, ngay cả lúc trời mưa hoặc tuyết rơi, nhiều tù nhân chết vì bị cảm lạnh.
Giữa hai thời điểm nhập trại và chết, người tù chịu đựng nhiều hình thức nhục mạ và tra tấn tinh thần. Họ thường bị đánh đập, roi vọt, trói giật tay treo trên sà ngang, rồi bị bắn chết một cách ngẫu hứng.
Các loại nhục hình đan xen lẫn nhau tạo nên một trải nghiệm kinh hoàng cho những người bị giam cầm trong trại. Nhiều người mong đợi cái chết như một sự giải thoát.

### Ngược đãi
Nhiều nhà nghiên cứu xem thời điểm khởi đầu cuộc thảm sát là lúc bùng nổ những cuộc bạo động chống người Do Thái "Đêm Kính vỡ" (Kristallnacht) vào ngày 9 tháng 11 năm 1938. Trên khắp nước Đức, dân Do Thái bị tấn công và bị cướp phá tài sản. Có khoảng 100 người bị giết và 30.000 người khác bị đưa vào các trại tập trung, hơn 7.000 cửa hiệu và 1.574 hội đường của người Do Thái (hầu hết hội đường Do Thái giáo ở Đức) bị đập phá hoặc bị hủy diệt hoàn toàn. Tình trạng tương tự cũng xảy ra ở Wien vào cùng một thời điểm.
Nhiều cuộc tàn sát thực hiện bởi cư dân địa phương xảy ra suốt Chiến tranh thế giới thứ hai, một số do sự khích động của Quốc xã, số khác do tự phát, trong đó có vụ thảm sát xảy ra tại România ngày 30 tháng 6 năm 1941 với 14.000 người Do Thái bị cho là mất mạng do tay cảnh sát và người dân Romania, và vụ thảm sát Jedwabne với con số nạn nhân từ 380 đến 1.600 người Do Thái bị giết bởi người Ba Lan.
Những hồ sơ còn lưu giữ của Văn phòng An ninh Đức (Reichsicherheeitshauptamt) cho thấy có kế hoạch ngược đãi thành viên "hội kín" Tam Điểm. Khó biết được con số chính xác, nhưng các ước tính cho rằng có khoảng từ 80.000 đến 200.000 người Tam Điểm bị thủ tiêu bởi Quốc xã.

### Chương trình T-4 Euthanasia
Chương trình T-4 Euthanasia được thành lập nhằm "bảo vệ tinh thuần khiết di truyền" của dân Đức bằng cách giết chết các công dân Đức dị dạng, tật nguyền, khiếm khuyết hoặc mắc bệnh tâm thần. Từ năm 1939 đến 1941, con số nạn nhân của chương trình này vượt quá 200.000 người.

### Khu biệt cư (1940–1945)
Sau khi chiếm đóng Ba Lan, Quốc xã bắt đầu thiết lập những khu biệt cư (ghetto) dành cho người Do Thái (một số cho người Roma và Sinti) cho đến khi họ bị đưa đến những trại tử thần. Rộng lớn nhất trong số này là khu biệt cư Warszawa có 380.000 cư dân, đứng thứ nhì là khu biệt cư Łódź, cầm giữ 160.000 người; ngoài ra còn có những khu biệt cư được thiết lập ở nhiều thành phố khác nhau. Các khu biệt cư được thiết lập trong năm 1940 và 1941, hầu như ngay lập tức chật cứng tù nhân; mặc dù khu biệt cư Warszawa chứa 30% dân số thành phố Warszawa, nó chỉ chiếm 2,4% diện tích thành phố, tính trung bình mỗi phòng trong khu biệt cư chứa 9,2 người ở. Từ năm 1940 đến 1942, trong những khu biệt cư các loại bệnh tật (nhiều nhất là sốt thương hàn) và đói kém cướp mạng sống hàng trăm ngàn người Do Thái.
Ngày 19 tháng 7 năm 1942, Heinrich Himmler ra lệnh trục xuất người Do Thái khỏi các khu biệt cư và mang họ đến những trại tử thần. Ngày 22 tháng 7 năm 1942, bắt đầu trục xuất các cư dân ở khu biệt cư Warszawa; trong 52 ngày kế tiếp (đến ngày 12 tháng 9 năm 1942) chỉ riêng từ Warszawa có đến khoảng 300.000 người được vận chuyển bằng tàu hỏa đến trại hành quyết Treblinka. Nhiều khu biệt cư khác hoàn toàn vắng bóng người. Cuộc nổi dậy đầu tiên xảy ra trong khu biệt cư vào tháng 9 năm 1942 tại Łachwa, một thị trấn miền đông nam Ba Lan. Trong năm 1943, có một vài cuộc nổi dậy có vũ trang bùng nổ trong các khu biệt cư lớn hơn như tại các khu biệt cư Warszawa và Bialystok, tất cả đều bị dập tắt bởi quân đội Quốc xã, những người Do Thái còn lại trong trại hoặc bị hành quyết tại chỗ hoặc bị đưa đến các trại hành quyết.

### Đội hành quyết (1941–1943)
Có khoảng 1,6 triệu người Do Thái bị giết chết bởi Quốc xã và những người cộng tác trong những cuộc hành quyết ngoài trời, nhất là trong năm 1941 trước khi thiết lập những trại tập trung. Trong thời gian xâm lăng Liên Xô, có hơn 3.000 đội hành quyết đặc biệt (được tổ chức thành bốn lực lượng đặc nhiệm – Einsatzgruppen) theo chân quân đội Quốc xã và tiến hành những vụ hành quyết tập thể mà nạn nhân là người Ba Lan, các viên chức Cộng sản và dân Do Thái sống trong lãnh thổ Liên Xô.
Theo lời của Otto Ohlendorf khi bị đem ra xét xử, "Einsatzgruppen có nhiệm vụ bọc hậu cho quân đội bằng cách áp dụng các biện pháp như tàn sát người Do Thái, dân Di-gan, các viên chức Cộng sản, và bất cứ ai tỏ ra nguy hiểm cho nền an ninh". Trong thực tế, nạn nhân của họ đa phần là dân thường người Do Thái (không có thành viên nào của Einsatzgruppen bị giết khi thi hành nhiệm vụ). Đến tháng 12 năm 1941, bốn đội Einsatzgruppen báo cáo số người họ sát hại lần lượt là 125.000, 45.000, 75.000, và 55.000 – tổng cộng là 300.000 – thường thì họ nhắm bắn hoặc ném lựu đạn vào hố tập thể bên ngoài các thị trấn.
Vụ tàn sát người Do Thái sinh sống ở Liên Xô diễn ra trong một khe núi gọi là Babi Yar bên ngoài Kiev, có 33 771 người Do Thái bị sát hại chỉ trong một cuộc càn quét từ 29 đến 30 tháng 9 năm 1941. Thiếu tướng Friedrich Eberhardt, chỉ huy trưởng quân sự, SS-Obergruppenführer Friedrich Jeckeln, chỉ huy trưởng cảnh sát, và Otto Rasch, tư lệnh Einsatzgruppe C là những người ra lệnh tiến hành cuộc tàn sát được phối hợp bởi các lực lượng SS, SD và an ninh, với sự hỗ trợ của cảnh sát Ukraina.
Vào thứ Hai, dân Do Thái ở Kiev bị tập trung tại một nghĩa trang, chờ đưa lên tàu hỏa. Số người tập trung khá đông gồm đàn ông, đàn bà, và trẻ em nên không ai biết điều gì sẽ xảy ra cho đến khi quá trễ: đến lúc họ nghe tiếng súng máy khai hỏa thì không ai còn có cơ hội trốn thoát. Tất cả bị dẫn vào một con rãnh hẹp theo mỗi nhóm mười người, rồi bị bắn. Một tài xế xe tải kể lại:
Tháng 8 năm 1941, Himmler đến Minsk, đích thân chứng kiến vụ hành quyết 100 người Do Thái bên ngoài thành phố. SS-Obergruppenführer Karl Wolff ghi lại trong nhật ký, "Mặt Himmler tái mét, móc vội khăn tay ra lau mặt khi óc của nạn nhân văng vào mặt ông ấy, rồi nôn thốc tháo."
Viện Bảo tàng Holocaust Hoa Kỳ thuật lại câu chuyện của một nạn nhân của Einsatzgruppen may mắn còn sống sót khi đội này sát hại 1.600 người Do Thái vào ngày 6 tháng 4 năm 1942 tại Piryatin, Ukraine, tức là ngày thứ hai của Lễ Vượt qua:

Một đứa bé nằm chết trên đường phố trong Ghetto Warsaw. Ở đây, chỉ trong năm 1941, có 43 000 người chết vì đói và bệnh tật.

Đối tượng ban đầu là người Ba Lan, trong đó có 30.000 nhà trí thức và chính trị gia bị vây bắt, 7.000 người trong số họ bị hành quyết. Đến mùa hè năm 1941, các đội hành quyết quay sang tìm giết người Do Thái, khởi đầu với vụ hành quyết 2.000 người Do Thái tại Bialystok ngày 27 tháng 6 năm 1941, sau đó con số nạn nhân gia tăng mau chóng. Ngày 26 tháng 6, các lực lượng SS Đức hạ sát 1.500 người Do Thái. Từ ngày 30 tháng 6 đến 3 tháng 7 năm 1941, 4.000 người Do Thái thiệt mạng bởi tay những người Ukraina cộng tác với Đức. Từ tháng 9 cho đến cuối năm 1941, một chuỗi các vụ tàn sát tập thể được tiến hành trên khắp Ba Lan, Litva, Ukraina và Latvia: hơn 33.000 người Do Thái mất mạng tại Babi Yar, 25.000 người khác bị giết bởi Quốc xã Latvia (Arjas Commando), hơn 36.000 người chết tại Odessa bởi lực lượng Romania, 19.000 người tại Pháo đài số chín ở Kaunas, và 40.000 (đến năm 1944, con số này là 100.000) bị hành quyết bởi SS Đức. Trong vòng năm tháng, tại châu Âu mỗi tháng có khoảng 100.000 người Do Thái bị hành quyết. Đến cuối năm 1943, có thêm 900.000 người Do Thái bị giết theo cách này, nhưng tiến độ này vẫn bị xem là chậm đối với giới lãnh đạo Quốc xã, nên đến cuối năm 1941 đầu năm 1942 họ cho tiến hành Giải pháp Tối hậu, nhằm tận diệt người Do Thái tại châu Âu.
Người Serb cũng là nạn nhân của chính sách diệt chủng của Nhà nước Độc lập Croatia (Nezavisna Država Hrvatska – NDH), chính phủ bù nhìn thân Quốc xã năm 1941. Cuộc tàn sát được tiến hành dưới nhiều hình thức khác nhau: thiêu sống người Serb sau khi dồn họ vào các nhà thờ; hành quyết bởi những đội tử thần, thường là một nhóm ba người, ban đêm lùng sục khắp các ngôi làng. Họ thường lấp đầy những hố sâu (foiba) bằng những người Serb còn sống bị trói với nhau bằng dây kẽm gai. Những đội tử thần thích thực hành những phương pháp tra tấn và hành quyết tàn bạo như móc mắt hoặc cắt cổ, và treo nội tạng của nạn nhân trên mái nhà.
Từ năm 2004, Đề án Ukraina của Linh mục Patrick Desbois đã tìm ra hơn 500 ngôi mộ tập thể trong các vùng quê ở Ukraina chứa thi thể những người Do Thái bị bắn bởi các đội tử thần. Người ta tin rằng chỉ riêng trong lãnh thổ Ukraina có hơn 1.700 ngôi mộ tập thể.
Khi làm chứng tại Nuremberg ngày 15 tháng 4 năm 1946, Rudolf Höß, một chỉ huy ở Auschwitz, thuật lại rằng đích thân Heinrich Himmler ra lệnh cho ông chuẩn bị trại Auschwitz để tiến hành "giải pháp tối hậu":

### Hội nghị Wannsee

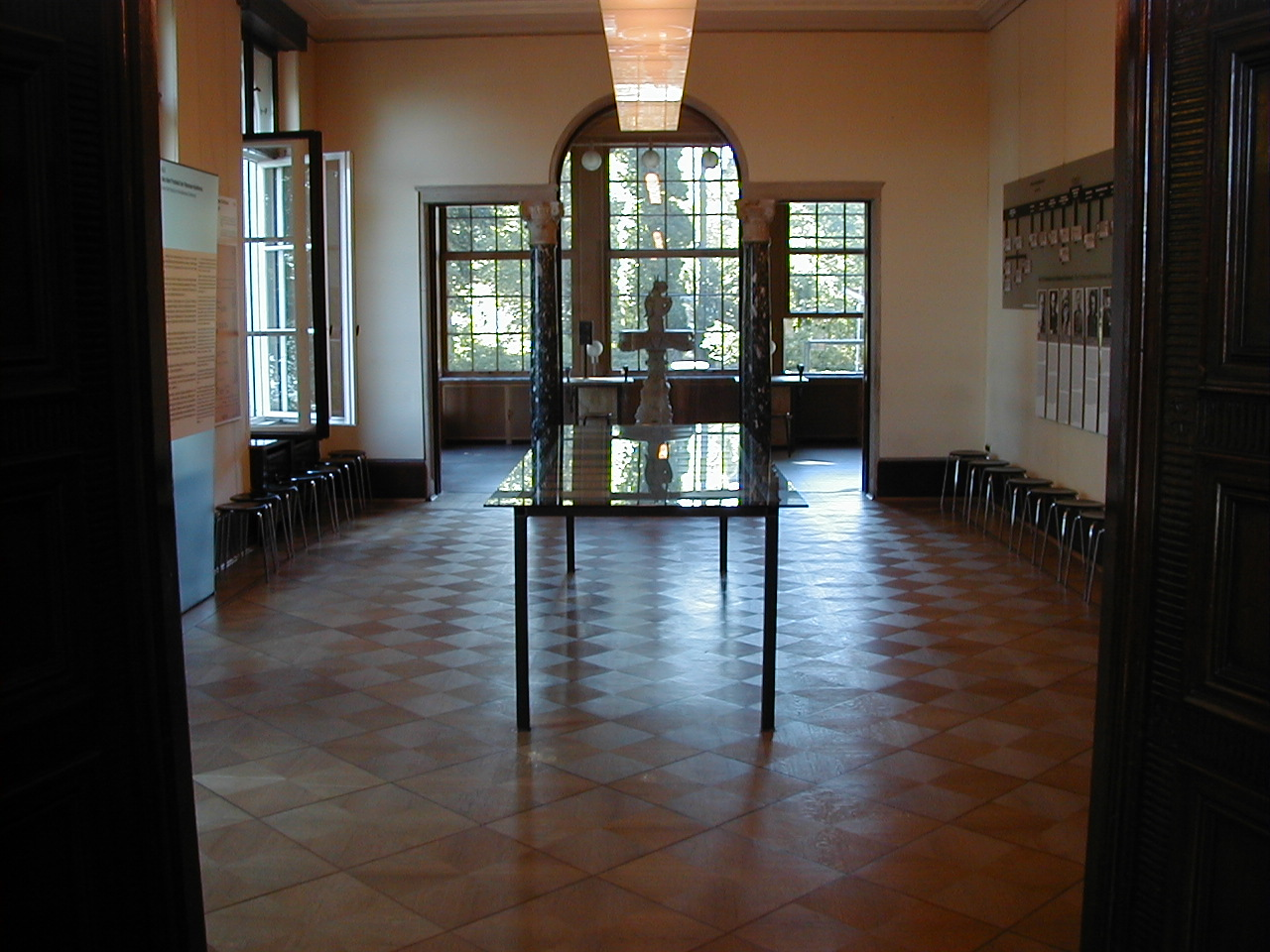
Phòng ăn tại biệt thự Wannsee, nơi triệu tập Hội nghị Wannsee. Mười lăm nhân vật ngồi quanh chiếc bàn này để thảo luận về "giải pháp tối hậu cho vấn đề Do Thái" được xem là những người tài trí nhất của Đức Quốc xã.

Cuối năm 1941, Himmler và Heydrich tỏ ra mất kiên nhẫn với tiến độ của Giải pháp Tối hậu. Đối thủ chính của họ là Göring, vốn thành công trong nỗ lực giữ các công nhân Do Thái khỏi bị trục xuất đến Ba Lan, ông cũng liên kết với các tư lệnh quân đội là những người chống đối việc trục xuất người Do Thái do những tính toán về lợi ích kinh tế, do sự ghê tởm đối với lực lượng SS, và cũng vì lòng nhân đạo (trong một số trường hợp). Mặc dù quyền lực của Göring đã suy giảm từ khi lực lượng không quân của ông thất bại trước sức mạnh phòng không của Anh, ông vẫn được duy trì đặc quyền tiếp cận với Hitler.
Vì vậy, Heydrich phải triệu tập Hội nghị Wannsee vào ngày 20 tháng 1 năm 1942 tại biệt thự Am Großen Wannsee No. 56-58 ngoại ô Berlin để đúc kết kế hoạch tiêu diệt dân Do Thái. Kế hoạch được biết với tên Aktion Reinhard (Chiến dịch Reinhard). Có mặt tại hội nghị có Heydrich, Eichmann, Heinrich Müller (lãnh đạo Gestapo), đại diện của Bộ Các Lãnh thổ Miền đông bị Chiếm đóng, Bộ Nội vụ, Văn phòng Kế hoạch Bốn năm, Bộ Tư pháp, Chính quyền ở Ba Lan (có 2 triệu người Do Thái sống ở đây), Văn phòng Ngoại giao, Văn phòng Chủng tộc và Tái định cư, Đảng Quốc xã, và văn phòng phân phối tài sản người Do Thái. Ngoài ra còn có SS-Sturmbannführer Rudolf Lange, chỉ huy SD ở Riga, người mới vừa dọn sạch khu biệt cư Riga.
Theo Michael Berenbaum, 15 người ngồi quanh chiếc bàn hội nghị được xem là những nhân vật tài trí nhất; hơn một nửa trong số họ đều có học vị tiến sĩ của các đại học Đức. Rượu mạnh được dọn lên trong khi họ bàn luận.
Người ta trình lên hội nghị kế hoạch tàn sát tất cả người Do Thái ở châu Âu, kể cả 330.000 người sinh sống ở Anh và 4.000 ở Ireland.
Theo báo cáo, có 2,3 triệu người Do Thái ở Ba Lan, 85.000 ở Hungary, 1,1 triệu sống tại các quốc gia bị chiếm đóng, và có đến 5 triệu người Do Thái ở Liên Xô (3 triệu trong số này đang sống trong vùng bị Đức chiếm đóng) – tổng cộng có khoảng 6,5 triệu. Tất cả sẽ được vận chuyển bằng tàu hỏa đến các trại hành quyết (Vernichtungslager) ở Ba Lan, tại đó những người không thể làm việc sẽ bị giết bằng hơi ngạt ngay lập tức. Tại các trại khác, như Auschwitz, những người còn có thể làm việc được cho sống một thời gian, nhưng rồi cũng bị mất mạng. Đại diện của Göring, Tiến sĩ Erich Neumann, giành được một sự miễn trừ có giới hạn cho một số tầng lớp công nhân Do Thái.

### Trại hành quyết (1942–1945)
| Trại hành quyết | Tử vong   | Chú thích     |
| --------------- | --------- | ------------- |
| Auschwitz II    | 1.400.000 | [ 36 ] [ 37 ] |
| Belzec          | 600.000   | [ 38 ]        |
| Chelmno         | 320.000   | [ 39 ]        |
| Jasenovac       | 600.000   | [ 40 ]        |
| Majdanek        | 360.000   | [ 41 ]        |
| Maly Trostinets | 65.000    | [ 42 ]        |
| Sobibór         | 250.000   | [ 43 ]        |
| Treblinka       | 870.000   | [ 44 ]        |

Tháng 12 năm 1941, Quốc xã cho mở trại Chelmno, trại đầu tiên trong số bảy trại hành quyết được thiết lập với mục đích sử dụng công nghiệp hành quyết để tận diệt tù nhân trong trại. Đây là loại hình khác với các trại tập trung hoặc trại lao động. Hơn ba triệu người Do Thái mất mạng trong các trại hành quyết này. Phương pháp sát hại là dùng khí độc (Zyklon B hoặc carbon monoxide) trong những "phòng hơi ngạt", mặc dù vẫn có nhiều nạn nhân bị giết bằng súng hoặc bằng các phương tiện khác. Thi thể của họ bị đem vào các lò thiêu xác (riêng ở trại Sobibór, dùng các giàn thiêu ngoài trời), tro người chết được rải hoặc chôn.
Các trại hành quyết được điều hành bởi các sĩ quan SS, dưới quyền họ thường là các phụ tá người Ukraina hoặc Baltic. Lính chính quy Đức không được đến gần.

### Phòng hơi ngạt

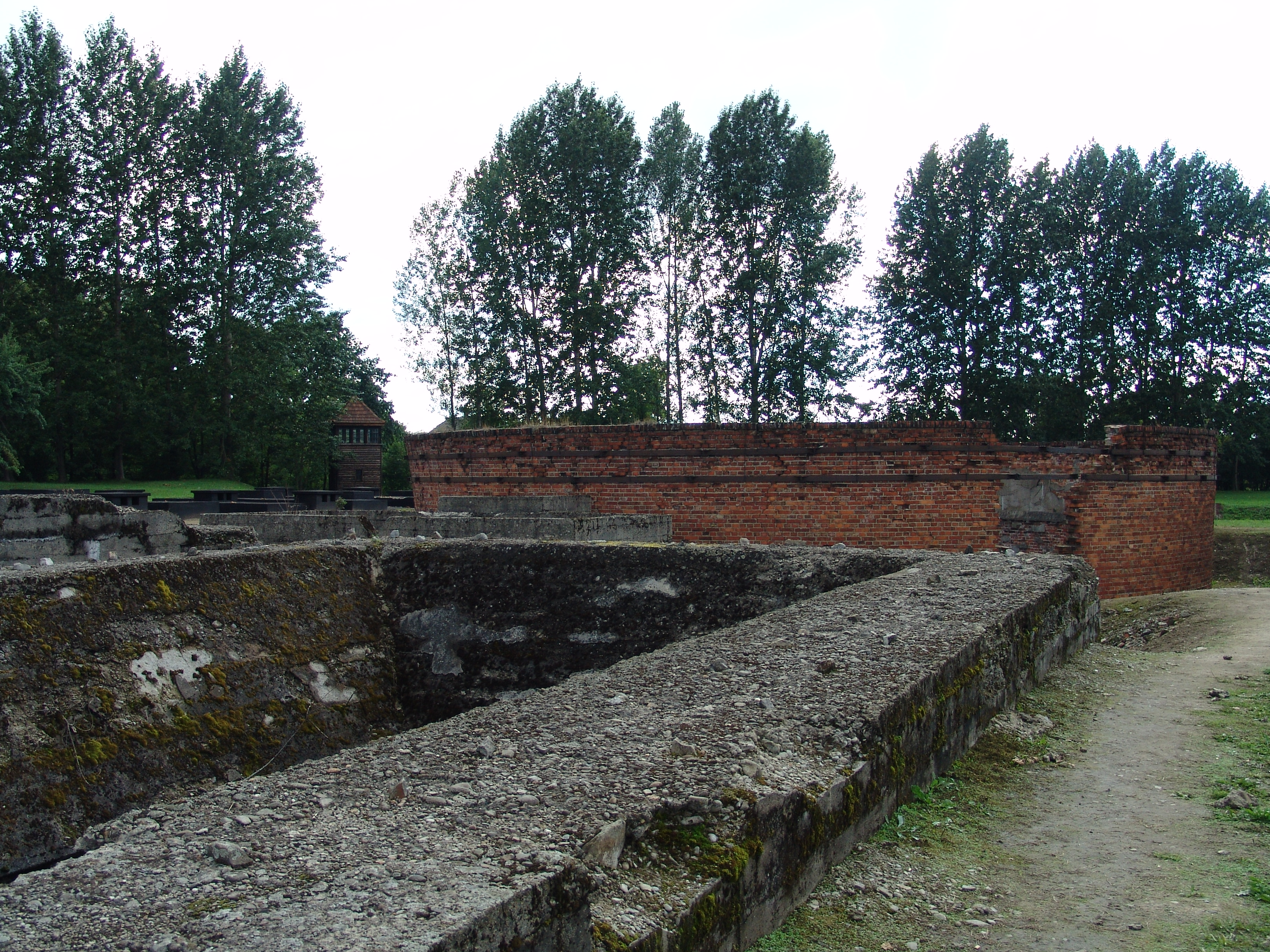
Di tích các phòng hơi ngạt tại Auschwitz II (Birkenau). Ảnh chụp năm 2006

Tại các trại hành quyết có phòng hơi ngạt, tất cả tù nhân được đưa đến bằng xe lửa, vào địa điểm tiếp nhận, tại đây tất cả áo quần và tư trang đều bị tước đoạt. Họ bị dồn, thân thể trần truồng, vào các phòng hơi ngạt. Trước đó họ được bảo cho biết được đưa đi tắm hoặc tẩy trừ rận chấy, trên đường đi có các bảng chỉ dẫn "phòng tắm" hoặc "tắm hơi".
Theo Rudolf Höß, chỉ huy trại Auschwitz, boong ke 1 chứa 800 người, boong ke 2 chứa 1.200. Một khi phòng hơi ngạt đầy người, cửa phòng bị khóa chặt và những viên Zyklon-B, được thả vào phòng qua những lỗ thông hơi trên tường, bắt đầu tỏa khí độc. Những người bị nhốt trong phòng sẽ chết trong vòng 20 phút; chết nhanh hay chậm phụ thuộc vào vị trí người ấy đứng gần lỗ thông hơi hay không, theo ước tính của Rudolf Höß, khoảng một phần ba nạn nhân chết tức khắc. Joann Kremer, một bác sĩ SS, làm chứng: "Có thể nghe tiếng la hét kêu gào của các nạn nhân, rõ ràng là họ đang cố tìm cách cứu mạng mình."
Khi dọn xác nạn nhân, các tù nhân từng là nha sĩ được giao nhiệm vụ dùng kềm thu hồi răng vàng trong miệng các xác chết, và tóc của những xác phụ nữ đều bị cắt.
Năm 1942, Quốc xã cho khởi động giai đoạn tàn sát cao nhất trong vụ Holocaust, theo đề án Aktion Reinhard, mở cửa các trại hành quyết Belzec, Sobibór, và Treblinka. Tháng 9 năm 1943, hơn 1,7 triệu người Do Thái bị giết trong ba trại này. Trại tử thần lớn nhất được xây dựng tại Auschwitz-Birkenau, gồm có một trại lao động (Auschwitz) và một trại hành quyết (Birkenau); trong trại Birkenau có bốn phòng hơi ngạt và một lò thiêu xác. Trại Birkenau là nơi kết thúc mạng sống của khoảng 1,6 triệu người Do Thái (trong đó có 438.000 người Do Thái bị đem đến từ Hungary chỉ trong vòng vài tháng), 75.000 người Ba Lan và đồng tính nam, cùng khoảng 19.000 người Roma. Vào lúc cao điểm, mỗi ngày có đến 8.000 người bị đưa vào phòng hơi ngạt.
Khi nhập trại, mọi vật dụng có giá trị đều bị tịch thu, phụ nữ bị buộc cắt tóc ngắn. Theo những tài liệu của Quốc xã, tóc của tù nhân được dùng để sản xuất vớ dài. Tù nhân bị chia thành hai nhóm: những người yếu sức bị đưa ngay vào phòng hơi ngạt (đôi khi ngụy trang thành phòng tắm), những người khác bị sử dụng như những lao động khổ sai trong nhà máy hoặc tại các cơ sở công nghiệp được xây dựng bên trong hoặc kế cận trại. Giày, vớ dài và các vật dụng khác của người tù được tái chế thành các sản phẩm phục vụ chiến tranh. Một số tù nhân bị buộc làm công việc gom xác và thu hồi răng vàng từ các thi thể.

### Hành trình tử thần và được giải thoát (1944–1945)
Cuối năm 1944, khi quân đội Đồng Minh tiến gần nước Đức, Quốc xã quyết định bỏ các trại hành quyết, di chuyển hoặc hủy bỏ chứng cứ về sự tàn bạo ở đây. Quốc xã đưa tù nhân, bệnh tật sau những năm tháng chịu đựng ngược đãi và đói khổ, đi bộ trên những quãng đường dài hàng chục dặm trong tuyết để đến ga xe lửa; rồi được vận chuyển trong những chuyến hành trình dài ngày trong những toa hàng đóng kín mà không có thức ăn; rồi bị buộc phải đi bộ đến một trại khác. Tù nhân lê lết đằng sau hoặc ngã xuống sẽ bị bắn chết. Cuộc hành trình tử thần lớn nhất và được biết đến nhiều nhất diễn ra trong tháng 1 năm 1945, khi ấy quân đội Liên Xô đã tiến vào Ba Lan. Chín ngày trước khi binh sĩ Liên Xô đặt chân đến trại tử thần Auschwitz, lính canh SS đưa 60.000 tù nhân ra khỏi trại đến Wodzislaw cách đó 56 km (35 dặm), đẩy họ vào những toa tàu đóng kín để đưa đến những trại khác. Khoảng 15.000 người chết trên đường đi. Tính tổng cộng, có khoảng 100.000 người Do Thái thiệt mạng trong các cuộc hành trình tử thần.
Tháng 7 năm 1944, trại Quốc xã quan trọng đầu tiên, Majdanek, được phát hiện bởi binh sĩ Liên Xô, họ cũng là những người giải phóng trại Auschwitz trong tháng 1 năm 1945. Hầu hết các trại hành quyết đều được phát hiện bởi binh lính Liên Xô, trong số những người tù bị đưa đi trên các cuộc hành trình tử thần, chỉ còn vài ngàn người sống sót. Lực lượng Mỹ và Anh tìm ra các trại tập trung, trong đó có trại Bergen-Belsen vào ngày 15 tháng 4 năm 1945. Người ta tìm thấy khoảng 60.000 người tù còn ở trong trại, nhưng chỉ trong vòng vài tuần lễ sau khi được giải thoát, có đến 10.000 người chết vì bệnh tật và suy dinh dưỡng.
Phóng viên đài BBC Richard Dimbleby miêu tả quang cảnh các binh sĩ Anh chứng kiến tại Belsen:

## Tử vong
| Nạn nhân                 | Tử vong         | Nguồn         |
| ------------------------ | --------------- | ------------- |
| Người Do Thái            | 5,9 triệu       | [ 53 ]        |
| Tù binh Liên Xô          | 2–3 triệu       | [ 54 ]        |
| Tù Chính trị             | 1–1,5 triệu     |               |
| Người Serb, Croatia      | 600.000         | [ 55 ]        |
| Người Ba Lan             | 1,8-2 triệu     | [ 56 ] [ 57 ] |
| Người Roma (Di-gan)      | 220.000–500.000 | [ 58 ]        |
| Thành viên Hội Freemason | 80.000–200.000  | [ 59 ]        |
| Người khuyết tật         | 200.000–250.000 | [ 60 ]        |
| Tù binh Tây Ban Nha      | 7.000–16.000    | [ 61 ]        |
| Nhân chứng Giê-hô-va     | 2.500–5.000     | [ 62 ]        |

Không thể biết chính xác số người bị giết bởi Đức Quốc xã, nhưng các nhà nghiên cứu đã dùng nhiều phương pháp khác nhau trong đó có tham khảo hồ sơ của Quốc xã, đã đưa ra ước tính có khoảng 5 đến 6 triệu nạn nhân người Do Thái, trong đó có 3 triệu người Ba Lan gốc Do Thái. Khoảng 1,8 đến 1,9 triệu tín đồ Cơ Đốc Ba Lan và những người Ba Lan không phải Do Thái (bao gồm người dân bị thiệt mạng khi xảy ra cuộc xâm lăng của Quốc xã nhưng không tính những thương vong của quân đội). 200.000 - 800.000 người Roma và Sinti (dân Di-gan). 200.000 - 300.000 người khuyết tật.100.000 người cộng sản.10.000 - 25.000 người đồng tính luyến ái.2.500 – 5.000 tín hữu Nhân Chứng Giê-hô-va.
Một trong những học giả người Đức có uy tín nhất về Holocaust, Giáo sư Wolfgang Benz thuộc Đại học Kỹ thuật Berlin, trong tác phẩm Dimensions des Volksmords (năm 1991) trích dẫn có khoảng từ 5,3 đến 6,2 triệu người Do Thái bị sát hại, trong khi con số ước tính của Yisrael Gutman và Robert Rozett trong Encyclopaedia of the Holocaust (1990) là từ 5,59 đến 5,86 triệu người.
Có những nhóm người khác cũng là nạn nhân của chế độ Quốc xã mặc dù không có nhiều chứng cứ để tin rằng Quốc xã nhắm vào họ như là một phần kế hoạch diệt chủng:
3,5 – 6 triệu thường dân thuộc chủng tộc Slav
2,5 – 4 triệu tù binh Liên Xô
1 – 1,5 triệu người bất đồng chính kiến
Cạnh đó, chế độ Ustaše, một đồng minh của Quốc xã tại Croatia, tung ra chiến dịch hành quyết tập thể nhắm vào người Serb sinh sống trong lãnh thổ họ đang kiểm soát, cướp sinh mạng của từ 500.000 đến 1,2 triệu người Serb.

### Người Do Thái
Kể từ năm 1945, con số người Do Thái là nạn nhân Holocaust được trích dẫn phổ biến nhất là 6 triệu người. Trung tâm tưởng niệm Holocaust Yad Vashem ở Jerusalem nhận xét:
| Năm       | Tử vong      |
| --------- | ------------ |
| 1933–1940 | dưới 100.000 |
| 1941      | 1.100.000    |
| 1942      | 2.700.000    |
| 1943      | 500.000      |
| 1944      | 600.000      |
| 1945      | 100.000      |

Có khoảng 8 đến 10 triệu người Do Thái sinh sống trong những vùng lãnh thổ bị kiểm soát trực tiếp hoặc gián tiếp bởi Quốc xã. Con số 6 triệu người thiệt mạng trong vụ thảm sát tức là 60 đến 75% dân số của cộng đồng Do Thái. 90% dân Do Thái ở Ba Lan bị giết. Một tỷ lệ tương đương ở Latvia và Litva, nhưng phần lớn người Do Thái ở Estionia đã kịp trốn thoát. Ở Tiệp Khắc, Hi Lạp, Hà Lan và Nam Tư, hơn 70% người Do Thái bị sát hại. Tỷ lệ này là 50% tại Bỉ, Đan Mạch, Pháp, Ý và Na Uy. Năm 1933, có 750.000 người bị giết ở Đức và Áo, chỉ còn một phần tư dân Do Thái ở đây sống sót. Từ trước năm 1939, nhiều người Đức gốc Do Thái tìm cách đào thoát khỏi đất nước này, phần lớn đến Tiệp Khắc, Pháp hoặc Hà Lan, nhưng tại những nước này họ lại bị trục xuất để cuối cùng cũng đi đến chỗ chết.
Theo ước tính, con số nạn nhân bị sát hại trong các trại hành quyết là:
Auschwitz-Birkenau: 1.400.000; Belzec: 600.000; Chelmno: 320.000; Majdanek: 360.000; Maly Trostinets: 65.000; Sobibór: 250.000; và Treblinka: 870.000.

### Tù binh Liên Xô

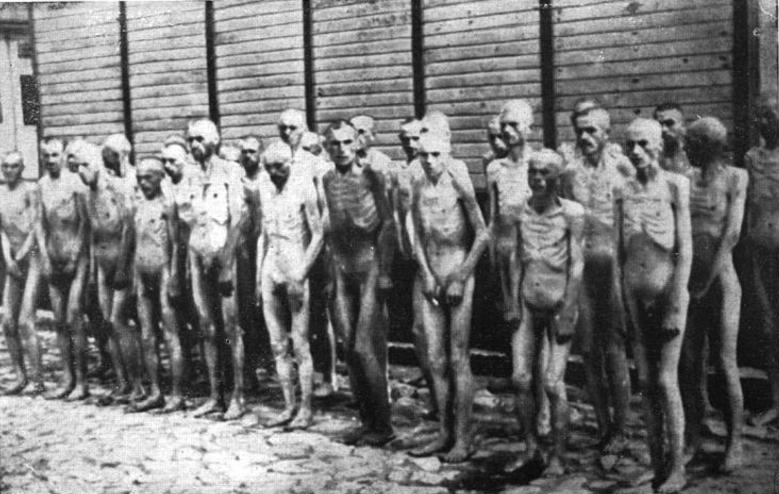
Tù binh Liên Xô trần truồng trong trại tập trung Mauthausen.

Theo Michael Berenbaum, 57% trong tổng số tù binh Liên Xô bị chết đói, bị ngược đãi và xử tử trong khoảng thời gian từ tháng 6 năm 1941 đến tháng 5 năm 1945, hầu hết đều không sống qua năm đầu tiên trong trại giam. Tỉ lệ tử vong giảm dần khi những tù binh này trở nên cần thiết cho người Đức là lực lượng lao công khổ sai trong nỗ lực kéo dài cuộc chiến; năm 1943, con số tù binh lao động khổ sai lên đến nửa triệu người.
Theo ước tính của Daniel Goldhagen, có khoảng 2,8 triệu tù binh Liên Xô thiệt mạng trong tám tháng từ năm 1941-1942, đến giữa năm 1944, tổng số nạn nhân là 3,5 triệu người. Bảo tàng Tưởng niệm Holocaust Hoa Kỳ đưa ra con số ước tính là từ 3,3 đến 5,7 triệu tù binh Liên Xô thiệt mạng trong khi bị người Đức giam giữ - so với 8.300 tù binh Anh và 231.000 tù binh Mỹ. Cũng từ nguồn dẫn này, trong tháng 10 năm 1941, có gần 5.000 tù binh Liên Xô chết mỗi ngày.

### Dân Di-gan
Theo Donald Niewyk và Frances Nicosia, trong tổng số gần một triệu người Di-gan (Roma và Sinti) sinh sống trong các vùng lãnh thổ châu Âu do Quốc xã kiểm soát, có đến 130.000 người bị giết, còn Michael Berenbaum viết rằng con số này khoảng từ 90.000 đến 220.000 người. Sybil Milton, một nhà sử học từng làm việc ở Bảo tàng Holocaust Hoa Kỳ ước tính có ít nhất 220.000 đến 500.000 nạn nhân. Ian Hancock thuộc Đại học Texas tại Austin cho rằng con số nạn nhân cao hơn nhiều, từ 500.000 đến 1.500.000.

### Người khuyết tật

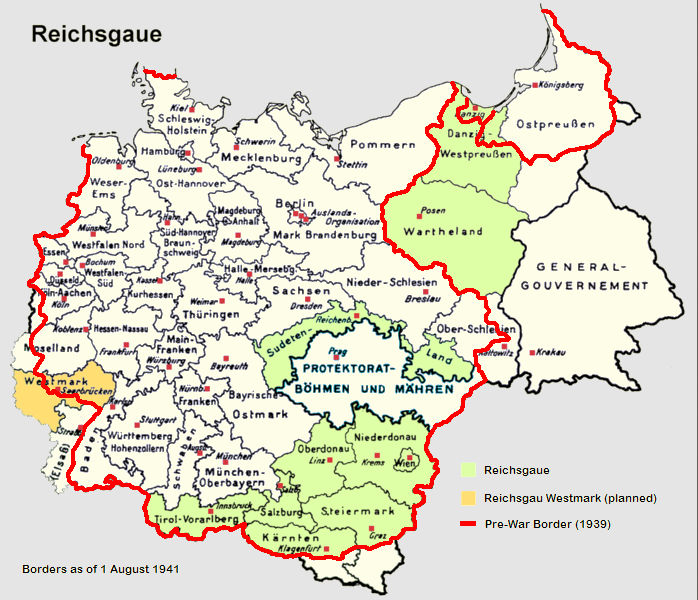
Nước Đức năm 1941, bao gồm lãnh thổ của Ba Lan bị chiếm đóng.

Tháng 12 năm 1946, cùng 22 người khác, Brandt bị đem ra xét xử tại Nürnberg, và bị treo cổ ngày 2 tháng 6 năm 1948 tại nhà tù Landsberg.
Aktion T4 là chương trình thành lập năm 1939 với mục tiêu bảo vệ "tính thuần khiết di truyền" của dân tộc Đức bằng cách sát hại hoặc làm mất khả năng sinh sản của các công dân Đức và Áo, là những người tật nguyền hoặc mắc bệnh tâm thần.
Từ năm 1939 đến 1941, từ 80.000 đến 100.000 bệnh nhân trong các viện tâm thần bị giết; 5.000 trẻ em và 1.000 người Do Thái đang điều trị trong các viện tâm thần cũng bị giết, và 300.000 bệnh nhân khác bị buộc phải triệt sản.
Chương trình này được gọi là Tiergartenstraße 4, theo địa chỉ một tòa nhà ở hạt Tiergarten tại Berlin, trụ sở của Gemeinnützige Stiftung für Heil und Anstaltspflege (Tổ chức Phúc lợi và Điều trị), đặt dưới quyền lãnh đạo của Philipp Bouhler, người đứng đầu văn phòng riêng của thủ tướng (Kanzlei des Führer der NSDAP), và Karl Brandt, bác sĩ riêng của Hitler.
Tháng 12 năm 1946, cùng 22 người khác, Brandt bị đem ra xét xử tại Nürnberg, và bị treo cổ ngày 2 tháng 6 năm 1948 tại nhà tù Landsberg.

### Đồng tính luyến ái nam
Có khoảng từ 5.000 đến 15.000 công dân Đức là người đồng tính bị thiệt mạng trong các trại tập trung. Theo James D. Steakley, lúc ấy điều người Đức quan tâm là ý định và khuynh hướng phạm tội chứ không phải là hành động phạm tội. Năm 1936, Heinrich Himmler, thủ lĩnh SS, thành lập "Văn phòng Trung ương Tấn công Đồng tính luyến ái và Phá thai". Đồng tính luyến ái bị xem là đi ngược lại "tình cảm lành mạnh truyền thống", người đồng tính nam bị xem là "những kẻ làm ô uế dòng máu Đức". Gestapo bố ráp các quán rượu đồng tính, săn đuổi người đồng tính, cũng như khuyến khích người dân dò xét và tố giác những người bị nghi ngờ là đồng tính luyến ái. Họ bị sỉ nhục, tra tấn, bị các bác sĩ SS sử dụng trong các thí nghiệm về hormone, và bị giết.

### Nhân chứng Giê-hô-va và Hội Tam Điểm
Trong Mein Kampf, Hitler viết những người tham gia "hội kín" Hội Tam Điểm đã "phục tùng" người Do Thái: "Những người Tam Điểm gây ra sự tê liệt trong thiên hướng bảo tồn nòi giống, và báo chí Do Thái giúp lan truyền trong quảng đại quần chúng". Những người Tam Điểm bị đưa vào các trại tập trung. Người ta ước tính có khoảng 80.000 đến 200.000 người bị giết.
Do từ chối trung thành với Quốc xã và không chịu gia nhập quân đội, có khoảng 12.000 Nhân chứng Giê-hô-va bị đưa vào trại tập trung. Có khoảng 2.500 đến 5.000 người bị giết.

### Tìm kiếm hồ sơ nạn nhân
Ngay sau khi Chiến tranh thế giới thứ hai kết thúc, hàng triệu người có gia đình tan nát vì chiến tranh ra sức tìm kiếm tin tức về số phận những người thân hoặc bạn bè bị mất tích. Những nỗ lực này ngày càng suy giảm khi thời gian trôi qua. Tuy nhiên, gần đây con cháu những người sống sót sau cuộc thảm sát bắt đầu quan tâm đến số phận người thân của họ là những người vẫn bị xem là mất tích. Yad Vashem cung cấp cơ sở dữ liệu về ba triệu tên tuổi, một nửa trong số đó là những người Do Thái, nạn nhân trực tiếp của vụ thảm sát.

## Các cuộc nổi dậy và những người giải cứu nạn nhân

### Người Do Thái

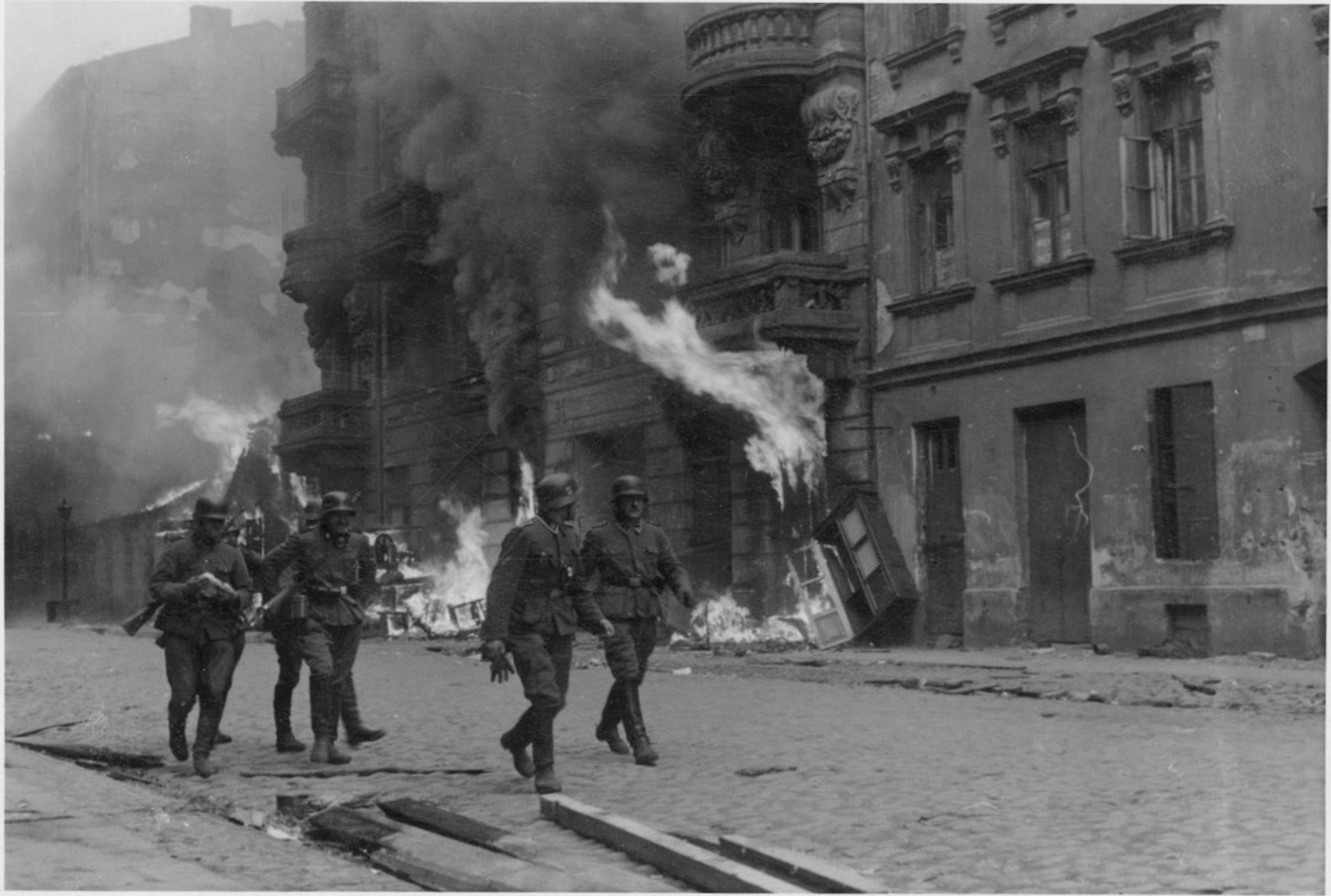
Cuộc nổi dậy ở Ghetto Warsaw.

Do tính tổ chức cao cùng với sức mạnh quân sự áp đảo của Đức Quốc xã và bè phái ủng hộ, ít có người Do Thái và những nạn nhân Holocaust có thể chống lại các vụ tàn sát. Tuy vậy vẫn xảy ra nhiều trường hợp các nạn nhân cố chống trả dưới các hình thức khác nhau, cũng có hơn một trăm vụ nổi dậy có vũ trang của người Do Thái.
Trường hợp điển hình là cuộc bạo động có tổ chức của người Do Thái trong vụ nổi dậy tại khu biệt cư Warszawa, diễn ra từ tháng 4 kéo dài đến tháng 5 năm 1943, khi lần trục xuất cuối cùng khỏi khu biệt cư đến trại tử thần sắp tiến hành, chiến binh thuộc hai tổ chức kháng chiến của người Do Thái ZOB và ZZW nổi dậy chống lại Quốc xã. Hầu hết đều bị giết chết, chỉ còn một ít sống sót sau chiến tranh sang định cư tại Israel. Cũng có những cuộc nổi dậy tại các khu biệt cư khác, và tất cả đều thất bại trước sức mạnh quân sự của người Đức.
Cũng có những sự chống trả diễn ra bởi tù nhân trong ba trại hành quyết. Tháng 8 năm 1943, một cuộc nổi dậy bùng phát trong trại hành quyết Treblinka. Nhiều tòa nhà bị thiêu rụi, 70 tù nhân trốn thoát nhưng có 1.500 người khác bị giết chết. Các vụ hành quyết bằng hơi độc bị gián đoạn trong một tháng. Tháng 10 năm 1943, một cuộc nổi dậy khác xảy ra tại trại hành quyết Sobibór, lần này thành công hơn với 11 lính SS và một số lính canh Ukraina thiệt mạng, khoảng 300 trong số 600 người tù trốn thoát, 50 người trong số họ sống sót sau chiến tranh. Cuộc đào thoát đã buộc Quốc xã phải đóng cửa trại. Ngày 7 tháng 10 năm 1944, những Sonderkommando người Do Thái (những tù nhân bị giam riêng cách ly với trại chính và bị buộc làm việc tại các phòng hơi ngạt và các lò thiêu xác) tại Auschwitz tổ chức nổi dậy. Các nữ tù nhân đánh cắp thuốc nổ từ một xưởng vũ khí; nhờ đó, họ phá hủy một phần lò thiêu xác số 4 bằng chất nổ, và tổ chức một cuộc đào thoát tập thể nhưng tất cả 250 người đều bị giết.
Yehuda Bauer và các sử gia khác lập luận rằng sự chống trả của các tù nhân không chỉ là những phản kháng bạo động, mà còn là bất cứ hành động nào nhằm giành lại nhân phẩm và tính nhân bản cho người Do Thái, cưỡng chống lại sự lăng mạ và các điều kiện sống vô nhân đạo.
Trong mỗi khu biệt cư, trên mỗi chuyến xe lửa chở người bị trục xuất, trong mỗi trại lao động, tinh thần phản kháng luôn mạnh mẽ, thể hiện dưới nhiều hình thức. Có thể thấy người ta chiến đấu với số vũ khí ít ỏi, sự kháng cự của mỗi cá nhân, sự can đảm thể hiện trong việc tìm kiếm thức ăn và nước uống dù phải trả giá bằng mạng sống, lòng kiêu hãnh khi không cho phép người Đức hả hê vì chứng kiến sự kinh hãi khiếp đảm của nạn nhân. Ngay cả thái độ thụ động cũng là một hình thức phản kháng. Chết với nhân phẩm cũng là một sự phản kháng. Không suy sụp tinh thần, chống lại sự đối xử tàn bạo, không chịu tự hạ thấp mình để sống như thú vật, dù phải chịu tra tấn, để có thể sống lâu hơn kẻ tra trấn mình… Chỉ đơn giản còn sống sót đã là một chiến thắng cho tinh thần bất khuất của con người."— Martin Gilbert. The Holocaust: The Jewish Tragedy.

Tại Ba Lan và những vùng bị chiếm đóng của Liên Xô, hàng ngàn người Do Thái ẩn trốn trong rừng và các khu đầm lầy, rồi tìm cách gia nhập lực lượng kháng chiến mặc dù không phải lúc nào họ cũng được chào đón tại đây. Ở Litva và Belarus, khu vực có đông dân cư Do Thái, cũng là nơi thích hợp cho các vụ đột kích, kháng chiến quân Do Thái đã giải thoát hàng ngàn người Do Thái khỏi bị sát hại. Song, dân Do Thái ở các thành phố như Budapest đã không làm được điều này. Tuy nhiên, tại Amsterdam, và những vùng khác ở Hà Lan, nhiều người Do Thái hoạt động tích cực trong lực lượng kháng chiến Hà Lan. Gia nhập lực lượng kháng chiến là chọn lựa chỉ dành cho những người trẻ tuổi và những người có thể rời bỏ gia đình, trong khi đó có nhiều gia đình Do Thái chấp nhận cùng chết với nhau chứ không chịu bị phân rẽ.
Nhiều người nghĩ rằng người Do Thái đi đến chỗ chết như chiên bị dẫn đến lò sát sinh, điều đó không đúng – hoàn toàn không đúng. Tôi đã hoạt động kề cận nhiều người Do Thái trong cuộc kháng chiến, tôi có thể bảo với các bạn rằng họ đã chịu đựng nhiều nguy hiểm hơn cả tôi từng chịu."— Pieter Meerburg. The Heart Has Reasons: Holocaust Rescuers and Their Stories of Courage.

### Những người giải cứu

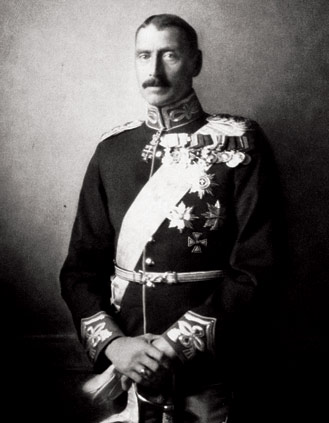
Christian X của Đan Mạch.

Đã xảy ra ba tình huống mà toàn thể một quốc gia đứng lên chống lại lệnh trục xuất dân Do Thái. Trong tháng 10 năm 1943, Vua Christian X của Đan Mạch và thần dân cứu mạng gần 7.500 người Do Thái sinh sống ở Đan Mạch bằng cách lén lút đưa họ đến Thụy Điển bằng những thuyền đánh cá. Hơn nữa, Chính quyền Đan Mạch tiếp tục hành động để bảo vệ những người Do Thái tại Đan Mạch bị Quốc xã giam giữ. Khi những người tù Do Thái trở về sau chiến tranh, họ thấy nhà cửa và tài sản còn nguyên vẹn như lúc họ bị bắt.
Tại Bulgaria, chính quyền đồng minh với Quốc xã dưới quyền lãnh đạo của Bogdan Filov, sau khi nhượng bộ trước áp lực của phó chủ tịch quốc hội Dimitar Peshev và Giáo hội Chính Thống Bulgaria, đã cứu mạng 50.000 công dân gốc Do Thái vì không chịu trục xuất họ. Chính quyền Phần Lan nhiều lần từ chối các yêu cầu của Đức trục xuất người Do Thái tại Phần Lan đến Đức. Tương tự, phần lớn những yêu cầu trục xuất người Do Thái khỏi Na Uy cũng bị khước từ. Tại Roma, khoảng 4.000 người Do Thái và tù binh tránh khỏi bị trục xuất. Nhiều người được giấu trong những căn nhà an toàn và được đưa ra khỏi nước Ý bởi một nhóm kháng chiến của một linh mục người Ireland, Monsignor Hugh O’Flaherty thuộc Tòa Thánh. Một lần, một đại sứ của Vatican tại Ai Cập đã sử dụng những mối quan hệ chính trị để bảo đảm chỗ trú ẩn cho những người Do Thái bị tước đoạt tài sản.

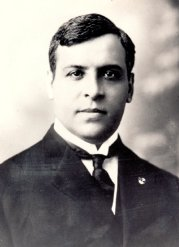
Aristides de Sousa Mendes.

Aristides de Sousa Mendes, một nhà ngoại giao Bồ Đào Nha, đã cấp hộ chiếu cho khoảng 30.000 người Do Thái và các nhóm thiểu số khác tại Âu châu. Ông cứu nhiều mạng người nhưng phải hi sinh sự nghiệp chính trị của mình. Năm 1941, nhà độc tài Salazar buộc ông từ chức. Năm 1954, Sousa Mendes chết trong nghèo đói.
Tháng 4 năm 1943, một vài kháng chiến quân Bỉ chặn một đoàn tàu đang đến Auschwitz và giải thoát 231 người (115 người trong số này thoát khỏi cuộc thảm sát).

Một số thị trấn và nhà thờ đã giúp che giấu người Do Thái và bảo vệ những người khác khỏi cuộc thảm sát, như trường hợp nhà thờ của Mục sư Andre Trocmé tại thị trấn Le Chambon-sur-Lignon, Pháp, đã che giấu 3.000 đến 5.000 người Do Thái. Trong thời kỳ La Mã bị chiếm đóng, Giáo hoàng Pius XII đã giúp che giấu nhiều người Ý gốc Do Thái trong các tu viện; có đến 1.000 người Do Thái ẩn náu tại Lâu đài Mùa hè Castel Gandolfo của Giáo hoàng. Nhiều cá nhân và gia đình trên khắp châu Âu cũng tìm cách cứu giúp các nạn nhân, như trong trường hợp của Anne Frank, thường họ phải bị liên lụy và chịu nguy hiểm vì hành động này.

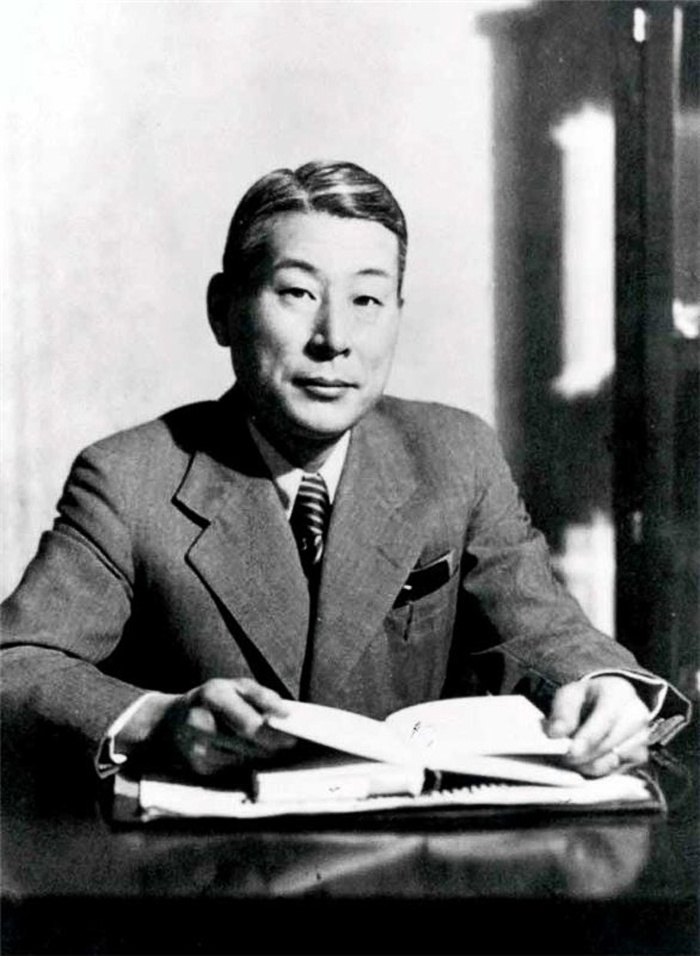
Sugihara Chiune

 Có những nhà ngoại giao và những người có nhiều ảnh hưởng, như Oskar Schindler hoặc Nicholas Winton, đã bảo vệ được nhiều người Do Thái. Nhà ngoại giao Thụy Điển Raoul Wallenberg, Giorgio Perlasca người Ý, nhà ngoại giao Trung Hoa Hà Phượng San và những người khác đã cứu mạng hàng ngàn người Do Thái bằng những hộ chiếu ngoại giao giả mạo. Tương tự, Sugihara Chiune (杉原千畝) đã cấp hộ chiếu Nhật Bản cho hàng ngàn người Do Thái bất kể lập trường đồng minh với Quốc xã của chính quyền Nhật.
Có những nhóm như tổ chức Żegota của Ba Lan đã tiến hành những hoạt động táo bạo và ngoạn mục nhằm giải cứu người Do Thái và các nạn nhân khác khỏi tay Quốc xã. Witold Pilecki, thành viên của Armia Krajowa, từ năm 1940 đã tổ chức một phong trào kháng chiến bên trong trại tập trung Auschwitz.
Từ năm 1963, một ủy ban, đứng đầu là một thẩm phán Tối cao Pháp viện Israel, được giao nhiệm vụ ban tặng những người này danh hiệu Righteous Among the Nations (חסידי אומות העולם Hasidei Umot HaOlam).

## Danh sách các Holocaust do nước Đức Quốc xã lập ra trong thời gian Hitler cầm quyền
| Tên trại                                           | Địa điểm (hiện nay)                               | Chức năng                                                      | Thời gian tồn tại                             | Sức chứa tù nhân   | Số lượng tù tử vong      | Số phân trại trực thuộc                                                                                     | Webpage                                               |
| -------------------------------------------------- | ------------------------------------------------- | -------------------------------------------------------------- | --------------------------------------------- | ------------------ | ------------------------ | --- | ----------------------------------------------------- |
| Trại tập trung Amersfoort                          | Hà Lan                                            | Giam giữ và trung chuyển                                       | 8-1941 đến 4-1945                             | 35.000             | 1.000                    | không có |                                                       |
| Trại Arbeitsdorf                                   | Đức                                               | Trại khổ sai                                                   | 8-4-1942 đến 11-10-1942                       | (chưa có thống kê) | 600.000.                 | không có |                                                       |
| Trại tập trung Auschwitz (Birkenau)                | Ba Lan                                            | Trại lao động và tiêu diệt                                     | Tháng 4-1940 đến tháng 1-1945                 | 400.000            | 1.100.000.               | Lưu trữ ngày 10 tháng 12 năm 2008 tại Wayback Machine                                                       |                                                       |
| Trại tập trung Banjica                             | Serbia                                            | Trại tập trung                                                 | 6-1941 đến 9-1944                             | 23.637.            | không có thống kê        | |                                                       |
| Trại tập trung Bardufoss                           | Na Uy                                             | Trại tập trung                                                 | 5-1944 đến 2-1945                             | 800                | 250                      | |                                                       |
| Trại hủy diệt Belzec (Bełżec)                      | Ba Lan                                            | Trại tiêu diệt                                                 | 5-1942 đến 6-1943                             |                    | 434.508.                 | |                                                       |
| Trại tập trung Bergen-Belsen                       | Đức                                               | Thu gom, thanh lọc                                             | 4-1943 đến 4-1945                             |                    | 70.000                   | 2 phân trại                                                                                                 |                                                       |
| Trại tập trung Berlin-Marzahn                      | Đức                                               | Tập trung, sau chuyển thành trại khổ sai cho những người Latin | 6-1936 đến 4-1945                             |                    |                          | none |                                                       |
| Trại Bernburg                                      | Đức                                               | Thu gom, thanh lọc                                             | Apr 1942 – Apr 1945                           |                    | 100.000                  | 2 phân trại                                                                                                 |                                                       |
| Trại Bogdanovka                                    | România                                           | Trại tập trung                                                 | 1941                                          | 54.000             | 40.000                   | |                                                       |
| Trại trung chuyển Bolzano                          | Ý                                                 | Trung chuyển                                                   | 7-1944 đến 4-1945                             | 11116              |                          | |                                                       |
| Trại tập trung Bredtvet                            | Na Uy                                             | Trại tập trung                                                 | 1941 đến 5-1945                               | 1.000.             | không rõ                 | none |                                                       |
| Trại Fort Breendonk                                | Bỉ                                                | Trại giam giữ và khổ sai                                       | 20-9-1940 đến 9-1944                          | 3.532.             | 391.                     | none |                                                       |
| Trại tập trung Breitenau                           | Đức                                               | Ban đầu là trại tâm thần sau chuyển thành trại khổ sai         | 6-1933 đến 5-1934, 1940 – 1945 (tái lập)      | 470 đến 8.500      |                          | |                                                       |
| Trại tập trung Buchenwald                          | Đức                                               | Trại khổ sai                                                   | 7-1937 đến 4-1945                             | 250.000            | Số chết tại trại: 56.000 | \| |                                                       |
| Trại tiêu diệt Chelmno (Chełmno)(Kulmhof)          | Ba Lan                                            | Tiêu diệt                                                      | 12-1941 đến 4-1943, 4-1944 đến 1-1945 tái lập |                    | 152.000                  | |                                                       |
| Trại tập trung Crveni krst (Chữ thập đỏ)           | Serbia                                            | Trại tập trung                                                 | 1941 - 1945                                   | 30.000             | 12.300                   | |                                                       |
| Trại tập trung Dachau                              | Đức                                               | Khổ sai                                                        | 3-1933 đến 4-1945                             | 200.000            | 31.591                   | \| Lưu trữ ngày 5 tháng 2 năm 2007 tại Wayback Machine                                                      |                                                       |
| Trạp giam Drancy                                   | Pháp                                              | Giam giữ, lưu đày và tiêu diệt                                 | 20-8-1941 đến 17-8-1944                       | 65.000             | 63.000                   | 3 tại Pari, 3 tại Austerlitz, Lévitan và Bassano                                                            |                                                       |
| Trại tập trung Falstad                             | Na Uy                                             | Giam giữ                                                       | 12-1941 đến 5-1945                            |                    | 200.                     | none |                                                       |
| Trại tập trung Flossenbürg                         | Đức                                               | Khổ sai                                                        | 5-1938 đến 4-1945                             | 100.000.           | 30.000                   | \| |                                                       |
| Trại Fort de Romainville                           | Pháp                                              | Giam giữ và trung chuyển                                       | 1940 đến 8-1944                               | 8.000.             | 200.                     | | Lưu trữ ngày 23 tháng 7 năm 2019 tại Wayback Machine  |
| Trại tập trung Grini                               | Na Uy                                             | Giam giữ                                                       | 2-5-1941 đến 5-1945                           | 19.788             | 8                        | Fannrem Bardufoss Kvænangen                                                                                 |                                                       |
| Trại tập trung Gross-Rosen                         | Ba Lan                                            | Khổ sai, cấm cố và hơi ngạt                                    | 8-1940 đến 2-1945                             | 125.000            | 40.000                   | \| |                                                       |
| Trại tập trung Herzogenbusch (Vught)               | Hà Lan                                            | Trại tập trung                                                 | 1943 đến đầu-1944                             | 31.000             | 750                      | |                                                       |
| Trại tập trung Hinzert                             | Đức                                               | Tập trung, thanh lọc                                           | 7-1940 đến 5-1945                             | 14.000             | 302.                     | | Lưu trữ ngày 28 tháng 4 năm 2021 tại Wayback Machine  |
| Trại tập trung Janowska (Lwów)                     | Ukraina                                           | Trung chuyển, khổ sai và tiêu diệt người Do Thái               | 9-1941 đến 11-1943                            |                    | 40.000.                  | | (Go to articles A-Z)                                  |
| Trại tập trung Kaiserwald (Mežaparks)              | Latvia                                            | Khổ sai                                                        | 1942 đến 6-8-1944                             | 20.000             |                          | 16 phân trại trong đó có phân trại nữ Eleja                                                                 |                                                       |
| Trại tập trung Kaufering (Landsberg)               | Đức                                               | Khổ sai                                                        | 6-1943 đến 8-1945                             | 30.000             | 14.500.                  | | Lưu trữ ngày 1 tháng 4 năm 2016 tại Wayback Machine   |
| Trại Do Thái Kaunas (Kauen)                        | Litva                                             | Gian giữ người Do Thái                                         |                                               |                    |                          | 1: Prawienischken                                                                                           | Lưu trữ ngày 8 tháng 12 năm 2004 tại Wayback Machine  |
| Trại tập trung Klooga                              | Estonia                                           | Khổ sai                                                        | đầu 1943 đến 28-9-1944                        |                    | 2.400                    | |                                                       |
| Trại Langenstein-Zwieberge                         | Đức                                               | Chi nhánh của trại Buchenwald                                  | 8-1944 đến 4-1945                             | 5.000              | 2.000                    | |                                                       |
| Trại Le Vernet                                     | Pháp                                              | Giam giữ                                                       | 1939 – 1944                                   |                    |                          | |                                                       |
| Trại Majdanek (KZ Lublin)                          | Ba Lan                                            | Tiêu diệt                                                      | 6-1941 đến 7-1944                             |                    | 78.000                   | |                                                       |
| Trại tập trung Malchow                             | Đức                                               | Giam giữ và trung chuyển                                       | Cuối 1943 đến 8-8-1945                        | 5.000              |                          | |                                                       |
| Trại tiêu diệt Малы Трасьцянец (trung chuyển lớn)  | Belorussia                                        | Tiêu diệt                                                      | 6-1941 đến 6-1944                             |                    | 65.000                   | |                                                       |
| Trại tập trung Mauthausen-Gusen                    | Áo                                                | Giam giữ                                                       | 8-1938 đến 5-1945                             | 195.000            | 95.000.                  | \| |                                                       |
| Trại Mittelbau-Dora                                | Đức                                               | Giam giữ                                                       | 9-1943 đến 4-1945                             | 60.000             | 20.000.                  | \| |                                                       |
| Trại Natzweiler-Struthof (Struthof)                | Pháp                                              | Gian giữ, sau chuyển sang cấm cố và tiêu diệt bằng hơi ngạt    | 5-1941 đến 9-1944                             | 40.000             | 25.000                   | \| |                                                       |
| Trại tập trung Neuengamme (dành cho người già)     | Đức                                               | Khổ sai                                                        | 13-12-1938 đến 4-5-1945                       | 106.000            | 55.000                   | \| |                                                       |
| Trại tập trung Alderney (dành cho người già)       | Quần đảo Eo biển (thuộc sở hữu của Hoàng gia Anh) | Giam giữ và tiêu diệt                                          | 1-1942 đến 6-1944                             | 6.000              | 700                      | Lager Borkum Lager Helgoland Lager Norderney Lager Sylt                                                     |                                                       |
| Trại tập trung Niederhagen                         | Đức                                               | Giam giữ và khổ sai                                            | 9-1941 đến đầu 1943                           | 3.900              | 1.285                    | | Lưu trữ ngày 16 tháng 12 năm 2004 tại Wayback Machine |
| Trại tập trung Ohrdruf                             | Đức                                               | Khổ sai và tiêu diệt (đưa đến lò thiêu Buchenwald)             | 11-1944 đến 4-1945                            | 11.700             | 11.700                   | |                                                       |
| Trại tập trung Oranienburg                         | Đức                                               | Thanh lọc                                                      | 3-1933 đến 7-1934                             | 3.000              | 16.                      | |                                                       |
| Trại Osthofen                                      | Đức                                               | Thanh lọc                                                      | 5-1933 đến 7-1934                             |                    |                          | |                                                       |
| Trại tập trung Kraków-Płaszów (Płaszów)            | Ba Lan                                            | Khổ sai                                                        | 12-1942 đến 1-1945                            | 150.000.           | 9.000.                   | \| Lưu trữ ngày 16 tháng 2 năm 2008 tại Wayback Machine                                                     |                                                       |
| Trại tập trung Ravensbrück                         | Đức                                               | Khổ sai cho nữ tù                                              | 5-1939 đến 4-1945                             | 150.000            | 92.000.                  | \| Lưu trữ ngày 17 tháng 1 năm 2012 tại Wayback Machine Lưu trữ ngày 8 tháng 3 năm 2021 tại Wayback Machine |                                                       |
| Nhà tù Risiera ở San Sabba (tại thành phố Trieste) | Ý                                                 | Trại giam của cảnh sát                                         | 9-1943 đêế 29-4-1945                          | 25.000             | 5.000                    | |                                                       |
| Trại tập trung Sachsenhausen                       | Đức                                               | Khổ sai                                                        | 7-1936 đến 4-1945                             | 200.000 min.       | 100.000                  | \| |                                                       |
| Trại tập trung Sajmiste (Sajmište)                 | Serbia                                            | Tiêu diệt                                                      | 12-1941 đến 9-1944                            |                    | 100.000                  | |                                                       |
| Trại Salaspils                                     | Latvia                                            | Khổ sai                                                        | 10-1941 đến đầu-1944                          |                    | 2.000                    | | Lưu trữ ngày 27 tháng 5 năm 2010 tại Wayback Machine  |
| Trại tiêu diệt Sobibor (Sobibór)                   | Ba Lan                                            | Tiêu diệt                                                      | 5-1942 đến 10-1943                            |                    | 200.000.                 | |                                                       |
| Trại tập trung Soldau                              | Ba Lan                                            | Khổ sai và trung chuyển                                        | Mùa đông 1939-1940 đến 1-1945                 | 30.000             | 13.000                   | |                                                       |
| Trại tập trung Stutthof                            | Ba Lan                                            | Khổ sai                                                        | 9-1939 đến 5-1945                             | 110.000            | 65.000                   | \| |                                                       |
| Trại tập trung Theresienstadt (Terezín)            | Tiệp Khắc                                         | Giam người Do Thái và trung chuyển                             | 11-1941 đêế 5-1945                            | 140.000            | 35.000 min.              | |                                                       |
| Trại tập trung Treblinka                           | Ba Lan                                            | Tiêu diệt                                                      | 7-1942 đến 11-1943                            |                    | 870.000                  | |                                                       |
| Trại tập trung Vaivara                             | Estonia                                           | Thu gom và trung chuyển                                        | 15-9-1943 đêế 29-2-1944                       | 20.000             | 950                      | 22 |                                                       |
| Trại tập trung Warsaw (Warsawa)                    | Ba Lan                                            | Khổ sai và tiêu diệt                                           | 1942 - 1944                                   | 400.000.           | 200.000.                 | |                                                       |
| Trại tập trung Westerbork                          | Hà Lan                                            | Trung chuyển                                                   | 5-1940 đến 4-1945                             | 102.000            |                          | |                                                       |

### Sách chuyên khảo
- Bartrop, Paul R. (2019). The Holocaust: The Basics [Holocaust: Đại cương]. Routledge. ISBN 978-1-351-32989-7.
- Bartov, Omer (2023a). Genocide, the Holocaust and Israel-Palestine: First-Person History in Times of Crisis [Diệt chủng, Holocaust và Israel-Palestine: Lịch sử từ góc nhìn đầu tiên trong thời đại khủng hoảng]. Bloomsbury Publishing. ISBN 978-1-350-33234-8.
- Bazyler, Michael J.; Boyd, Kathryn Lee; Nelson, Kristen L. (2019). Searching for Justice After the Holocaust: Fulfilling the Terezin Declaration and Immovable Property Restitution [Đi tìm công lý sau Holocaust: Hoàn thành Tuyên ngôn Terezin và sự khôi phục bất động sản]. Nhà xuất bản Đại học Oxford. ISBN 978-0-19-092306-8.
- Beorn, Waitman Wade (2018). The Holocaust in Eastern Europe: At the Epicenter of the Final Solution [Holocaust ở Đông Âu: Ở tại trung tâm của Giải pháp Cuối cùng]. Bloomsbury Academic. ISBN 978-1-4742-3219-7.
- Bergen, Doris (2016). War & Genocide: A Concise History of the Holocaust [Chiến tranh & Diệt chủng: Một lược sử về Holocaust]. Rowman & Littlefield. ISBN 978-1-4422-4228-9.
- Bloxham, Donald (2009). The Final Solution: A Genocide [Giải pháp Cuối cùng: Một cuộc diệt chủng]. Nhà xuất bản Đại học Oxford. ISBN 978-0-19-955034-0.
- Calimani, Anna Vera Sullam (2018). I Nomi dello sterminio: Definizioni di una tragedia [Những cái tên của sự diệt vong: Các định nghĩa về một tấn bi kịch] (bằng tiếng Ý). Marietti 1820. ISBN 978-8-821-19615-7.
- Browning, Christopher R. (2004). The Origins of the Final Solution: The Evolution of Nazi Jewish Policy, September 1939–March 1942 [Các nguồn gốc của Giải pháp Cuối cùng: Sự tiến triển của chính sách Do Thái Quốc Xã, tháng 9 năm 1939 – tháng 3 năm 1942]. Nhà xuất bản Đại học Nebraska & Yad Vashem. ISBN 978-0-8032-0392-1.
- Cesarani, David (2016). Final Solution: The Fate of the Jews 1933–1949 [Giải pháp cuối cùng: Định mệnh của người Do Thái 1933–1949]. St. Martin's Press. ISBN 978-0-230-76891-8.
- Engel, David (2021). The Holocaust: The Third Reich and the Jews [Holocaust: Đệ tam Đế quốc và người Do Thái]. Routledge. ISBN 978-0-429-77837-7.
- Gilbert, Martin (2015) [2000]. Never Again: A History of the Holocaust [Không bao giờ lặp lại nữa: Một lịch sử về Holocaust]. RosettaBooks. ISBN 978-0-7953-4674-3.
- Gerlach, Christian (2016). The Extermination of the European Jews [Sự tuyệt diệt người Do Thái châu Âu]. Nhà xuất bản Đại học Cambridge. ISBN 978-0-521-70689-6.
- Hayes, Peter (2017). Why? Explaining the Holocaust [Tại sao? Luận giải về Holocaust]. New York: W. W. Norton & Company.
- Hayes, Peter (2015). How Was It Possible?: A Holocaust Reader [Làm sao mà có thể? Đọc về Holocaust]. Nhà xuất bản Đại học Nebraska. ISBN 978-0-8032-7491-4.
- Jackson, Timothy P. (2021). Mordecai Would Not Bow Down: Anti-Semitism, the Holocaust, and Christian Supersessionism [Mordecai sẽ không quỳ xuống: Chủ nghĩa chống Semit, Holocaust, và chủ nghĩa mê tín Kitô giáo]. Nhà xuất bản Đại học Oxford. ISBN 978-0-19-753807-4.
- Kay, Alex J. (2021). Empire of Destruction: A History of Nazi Mass Killing [Đế quốc của sự diệt vong: Một lịch sử về cuộc giết người hàng loạt của Đức Quốc Xã]. Nhà xuất bản Đại học Yale. ISBN 978-0-300-26253-7.
- Longerich, Peter (2010). Holocaust: The Nazi Persecution and Murder of the Jews [Holocaust: Cuộc bức hại của Đức Quốc Xã và sự tàn sát người Do Thái]. Nhà xuất bản Đại học Oxford. ISBN 978-0-19-280436-5.
- Neufeld, Michael; Berenbaum, Michael (2000). The Bombing of Auschwitz: Should the Allies have attempted it? [Oanh tạc Auschwitz: Quân Đồng Minh đã có nên thử điều đó hay không?]. New York: Nhà xuất bản Đại học Kansas. ISBN 0-7006-1280-7.
- Niewyk, Donald L.; Nicosia, Francis R. (2000). The Columbia Guide to the Holocaust [Cẩm nang Columbia về Holocaust]. Nhà xuất bản Đại học Columbia. ISBN 978-0-231-52878-8.
- Peck, Abraham J.; Berenbaum, Michael, biên tập (2002). The Holocaust and History: The Known, the Unknown, the Disputed, and the Reexamined [Holocaust và Lịch sử: Cái đã biết, cái chưa biết, cái còn tranh cãi, và cái được xét lại]. Nhà xuất bản Đại học Indiana. ISBN 978-0-253-21529-1.
- Rosenfeld, Gavriel D. (2015). Hi Hitler! How the Nazi Past is Being Normalized in Contemporary Culture [Chào Hitler! Quá khứ Quốc Xã đang được bình thường hóa trong văn hóa đương thời như thế nào]. Nhà xuất bản Đại học Cambridge. ISBN 978-1-107-07399-9.
- Russell, Nestar (2018). Understanding Willing Participants [Hiểu về những người tham gia một cách chủ ý]. Quyển 2: Milgram's Obedience Experiments and the Holocaust. Springer. doi:10.1007/978-3-319-97999-1. ISBN 978-3-319-97999-1. S2CID 151138604.
- Smith, Stephen D. (2023). The Trajectory of Holocaust Memory: The Crisis of Testimony in Theory and Practice [Quỹ đạo của ký ức Holocaust: Khủng hoảng về nhân chứng trong lý thuyết và trong thực tiễn]. Taylor & Francis. ISBN 978-1-000-83062-0.
- Stone, Dan (2010). Histories of the Holocaust [Những lịch sử của Holocaust]. Nhà xuất bản Đại học Oxford. ISBN 978-0-19-956679-2.
- Stone, Dan (2023). The Holocaust: An Unfinished History [Holocaust: Một lịch sử chưa hoàn thiện]. Penguin Publishing Group. ISBN 978-0-241-38870-9.
- Wachsmann, Nikolaus (2015). KL: A History of the Nazi Concentration Camps [KL: Một lịch sử về các trại tập trung của Quốc Xã]. Farrar, Straus and Giroux. ISBN 978-0-374-11825-9.

### Chương sách
- Assmann, Aleida (2010). "The Holocaust – a Global Memory? Extensions and Limits of a New Memory Community" [Holocaust – một ký ức toàn cầu? Mở rộng và han chế của một cộng đồng ký ức mới]. Memory in a Global Age: Discourses, Practices and Trajectories [Ký ức về một Thời đại Toàn cầu: Diễn ngôn, Thực tiễn và Quỹ đạo]. Palgrave Macmillan UK. tr. 97–117. ISBN 978-0-230-28336-7.
- Bartov, Omer (2023b). "The Holocaust" [Nạn Holocaust]. The Oxford History of the Third Reich [Lịch sử Oxford về Đệ tam Đế quốc]. Nhà xuất bản Đại học Oxford. tr. 190–216. ISBN 978-0-19-288683-5.
- Beorn, Waitman Wade (2020). "All the Other Neighbors: Communal Genocide in Eastern Europe" [Tất cả những người láng giềng khác: Diệt chủng công cộng ở Đông Âu]. A Companion to the Holocaust [Sách gối đầu giường về Holocaust]. Wiley. tr. 153–172. ISBN 978-1-118-97052-2.
- Dean, Martin C. (2020). "Survivors of the Holocaust within the Nazi Universe of Camps" [Những người sống sót Holocaust bên trong hệ thống trại giam của Quốc Xã]. A Companion to the Holocaust [Sách gối đầu giường về Holocaust]. John Wiley & Sons. tr. 263–277. ISBN 978-1-118-97049-2.
- Engel, David (2020). "A Sustained Civilian Struggle: Rethinking Jewish Responses to the Nazi Regime" [Cuộc đấu tranh dân sự dai dẳng: Suy nghĩ lại về phản ứng của người Do Thái đối với chế độ Quốc Xã]. A Companion to the Holocaust [Sổ tay về Holocaust]. Wiley. tr. 233–245. ISBN 978-1-118-97052-2.
- Evans, Richard J. (2019). "The Decision to Exterminate the Jews of Europe" [Quyết định diệt vong người Do Thái của Châu Âu]. The Jews, the Holocaust, and the Public: The Legacies of David Cesarani [Người Do Thái, Holocaust, và công chúng: Di sản về David Cesarani]. Springer International Publishing. tr. 117–143. ISBN 978-3-030-28675-0.
- Goschler, Constantin; Ther, Philipp (2007). "Introduction: A History Without Boundaries: the Robbery and Restitution of Jewish Property in Europe" [Dẫn nhập: Lịch sử không biên giới: Sự trộm cắp và khôi phục tài sản của người Do Thái ở châu Âu]. Robbery and Restitution: The Conflict over Jewish Property in Europe. Berghahn Books. tr. 1–18. ISBN 978-0-85745-564-2.
- Hayes, Peter; Roth, John K. (2010). "Introduction" [Dẫn nhập]. The Oxford Handbook of Holocaust Studies [Sổ tay Oxford về Nghiên cứu Holocaust]. Nhà xuất bản Đại học Oxford. tr. 1–20. ISBN 978-0-19-921186-9.
- Hayes, Peter (2010). "Plunder and Restitution". The Oxford Handbook of Holocaust Studies. Nhà xuất bản Đại học Oxford. tr. 540–559. ISBN 978-0-19-921186-9.
- Kansteiner, Wulf (2017). "Transnational Holocaust Memory, Digital Culture and the End of Reception Studies". The Twentieth Century in European Memory: Transcultural Mediation and Reception. Brill. tr. 305–343. ISBN 978-90-04-35235-3.
- King, Charles (2023). "Can – or Should – There Be a Political Science of the Holocaust?". Trong Kopstein, Jeffrey S. (biên tập). Politics, Violence, Memory: The New Social Science of the Holocaust. Nhà xuất bản Đại học Cornell. ISBN 978-1-5017-6676-3.
- Kochavi, Arieh J. (2010). "Liberation and Dispersal". The Oxford Handbook of Holocaust Studies. Oxford University Press. tr. 509–523. ISBN 978-0-19-921186-9.
- Kopstein, Jeffrey S. (2023). "A Common History of Violence?: The Pogroms of Summer 1941 in Comparative Perspective". Politics, Violence, Memory: The New Social Science of the Holocaust. Nhà xuất bản Đại học Cornell. tr. 104–123. ISBN 978-1-5017-6676-3.
- Messenger, David A. (2020). "The Geopolitics of Neutrality: Diplomacy, Refuge, and Rescue during the Holocaust". A Companion to the Holocaust. Wiley. tr. 381–396. ISBN 978-1-118-97052-2.
- Miron, Guy (2020). "Ghettos and Ghettoization – History and Historiography". A Companion to the Holocaust. Wiley. tr. 247–261. ISBN 978-1-118-97052-2.
- Priemel, Kim Christian (2020). "War Crimes Trials, the Holocaust, and Historiography, 1943–2011". A Companion to the Holocaust. Wiley. tr. 173–189. ISBN 978-1-118-97052-2.
- Sahlstrom, Julia (2021). "Recognition, Justice, and Memory: Swedish-Jewish Reactions to the Holocaust and the Major Trials". Trong Heuman, Johannes; Rudberg, Pontus (biên tập). Early Holocaust Memory in Sweden: Archives, Testimonies and Reflections. The Holocaust and its Contexts. Springer International Publishing. tr. 287–313. doi:10.1007/978-3-030-55532-0_11. ISBN 978-3-030-55532-0. S2CID 229432191. Truy cập ngày 28 tháng 1 năm 2024.
- Spoerer, Mark (2020). "The Nazi War Economy, the Forced Labor System, and the Murder of Jewish and Non-Jewish Workers". A Companion to the Holocaust. Wiley. tr. 135–151. ISBN 978-1-118-97052-2.
- Stone, Dan (2020). "Ideologies of Race". A Companion to the Holocaust. Wiley. tr. 59–74. doi:10.1002/9781118970492.ch3. ISBN 978-1-118-97052-2.
- Weitz, Eric D. (2010). "Nationalism". The Oxford Handbook of Holocaust Studies. Oxford University Press. tr. 54–67. ISBN 978-0-19-921186-9.
- Westermann, Edward B. (2020). "Old Nazis, Ordinary Men, and New Killers: Synthetic and Divergent Histories of Perpetrators". A Companion to the Holocaust. Wiley. tr. 117–133. ISBN 978-1-118-97052-2.
- Wittmann, Rebecca (2010). "Punishment". The Oxford Handbook of Holocaust Studies. Nhà xuất bản Đại học Oxford. tr. 524–539. ISBN 978-0-19-921186-9.

### Bài đăng trên tập san
- Burzlaff, Jan (2020). "Confronting the Communal Grave: a Reassessment of Social Relations During the Holocaust in Eastern Europe". The Historical Journal. 63 (4): 1054–1077. doi:10.1017/S0018246X19000566.
- Láníček, Jan (2012). "Governments-in-exile and the Jews during and after the Second World War". Holocaust Studies. 18 (2–3): 73–94. doi:10.1080/17504902.2012.11087307.
- Lehnstaedt, Stephan (2021). "Aktion Reinhardt – Sources, Research and Commemoration in the last 30 years". Témoigner. Entre histoire et mémoire. Revue pluridisciplinaire de la Fondation Auschwitz. 132 (132): 62–70. doi:10.4000/temoigner.9886. ISSN 2031-4183. S2CID 256347577.
- Sutcliffe, Adam (2022). "Whose Feelings Matter? Holocaust Memory, Empathy, and Redemptive Anti-Antisemitism". Journal of Genocide Research. 26 (2): 222–242. doi:10.1080/14623528.2022.2160533.
- Welch, Susan (2020). "Gender and Selection During the Holocaust: Transports of Western European Jews to the East". Journal of Genocide Research. 22 (4): 459–478. doi:10.1080/14623528.2020.1764743.